# Северни гамбит
Овај чланак користи алгебарску шаховску нотацију како би се описали шаховски потези.
Северни гамбит је шаховско отварање које почиње потезима 1. е4 е5 2. д4 е:д4 3. ц3. Карактерише га рана жртва пешака за брз развој фигура.

## Варијанте

### Дански гамбит прихваћени-главна линија
1. е4 е5 2. д4 е:д4 3. ц3 д:ц3 4. Лц4 ц:б2 5. Л:б2
|   | a | b | c | d | e | f | g | h |   |
| 8 | a8 black rook · b8 black knight · c8 black bishop · d8 black queen · e8 black king · f8 black bishop · g8 black knight · h8 black rook · a7 black pawn · b7 black pawn · c7 black pawn · d7 black pawn · f7 black pawn · g7 black pawn · h7 black pawn · c4 white bishop · e4 white pawn · a2 white pawn · b2 white bishop · f2 white pawn · g2 white pawn · h2 white pawn · a1 white rook · b1 white knight · d1 white queen · e1 white king · g1 white knight · h1 white rook | a8 black rook · b8 black knight · c8 black bishop · d8 black queen · e8 black king · f8 black bishop · g8 black knight · h8 black rook · a7 black pawn · b7 black pawn · c7 black pawn · d7 black pawn · f7 black pawn · g7 black pawn · h7 black pawn · c4 white bishop · e4 white pawn · a2 white pawn · b2 white bishop · f2 white pawn · g2 white pawn · h2 white pawn · a1 white rook · b1 white knight · d1 white queen · e1 white king · g1 white knight · h1 white rook | a8 black rook · b8 black knight · c8 black bishop · d8 black queen · e8 black king · f8 black bishop · g8 black knight · h8 black rook · a7 black pawn · b7 black pawn · c7 black pawn · d7 black pawn · f7 black pawn · g7 black pawn · h7 black pawn · c4 white bishop · e4 white pawn · a2 white pawn · b2 white bishop · f2 white pawn · g2 white pawn · h2 white pawn · a1 white rook · b1 white knight · d1 white queen · e1 white king · g1 white knight · h1 white rook | a8 black rook · b8 black knight · c8 black bishop · d8 black queen · e8 black king · f8 black bishop · g8 black knight · h8 black rook · a7 black pawn · b7 black pawn · c7 black pawn · d7 black pawn · f7 black pawn · g7 black pawn · h7 black pawn · c4 white bishop · e4 white pawn · a2 white pawn · b2 white bishop · f2 white pawn · g2 white pawn · h2 white pawn · a1 white rook · b1 white knight · d1 white queen · e1 white king · g1 white knight · h1 white rook | a8 black rook · b8 black knight · c8 black bishop · d8 black queen · e8 black king · f8 black bishop · g8 black knight · h8 black rook · a7 black pawn · b7 black pawn · c7 black pawn · d7 black pawn · f7 black pawn · g7 black pawn · h7 black pawn · c4 white bishop · e4 white pawn · a2 white pawn · b2 white bishop · f2 white pawn · g2 white pawn · h2 white pawn · a1 white rook · b1 white knight · d1 white queen · e1 white king · g1 white knight · h1 white rook | a8 black rook · b8 black knight · c8 black bishop · d8 black queen · e8 black king · f8 black bishop · g8 black knight · h8 black rook · a7 black pawn · b7 black pawn · c7 black pawn · d7 black pawn · f7 black pawn · g7 black pawn · h7 black pawn · c4 white bishop · e4 white pawn · a2 white pawn · b2 white bishop · f2 white pawn · g2 white pawn · h2 white pawn · a1 white rook · b1 white knight · d1 white queen · e1 white king · g1 white knight · h1 white rook | a8 black rook · b8 black knight · c8 black bishop · d8 black queen · e8 black king · f8 black bishop · g8 black knight · h8 black rook · a7 black pawn · b7 black pawn · c7 black pawn · d7 black pawn · f7 black pawn · g7 black pawn · h7 black pawn · c4 white bishop · e4 white pawn · a2 white pawn · b2 white bishop · f2 white pawn · g2 white pawn · h2 white pawn · a1 white rook · b1 white knight · d1 white queen · e1 white king · g1 white knight · h1 white rook | a8 black rook · b8 black knight · c8 black bishop · d8 black queen · e8 black king · f8 black bishop · g8 black knight · h8 black rook · a7 black pawn · b7 black pawn · c7 black pawn · d7 black pawn · f7 black pawn · g7 black pawn · h7 black pawn · c4 white bishop · e4 white pawn · a2 white pawn · b2 white bishop · f2 white pawn · g2 white pawn · h2 white pawn · a1 white rook · b1 white knight · d1 white queen · e1 white king · g1 white knight · h1 white rook | 8 |
| 7 | a8 black rook · b8 black knight · c8 black bishop · d8 black queen · e8 black king · f8 black bishop · g8 black knight · h8 black rook · a7 black pawn · b7 black pawn · c7 black pawn · d7 black pawn · f7 black pawn · g7 black pawn · h7 black pawn · c4 white bishop · e4 white pawn · a2 white pawn · b2 white bishop · f2 white pawn · g2 white pawn · h2 white pawn · a1 white rook · b1 white knight · d1 white queen · e1 white king · g1 white knight · h1 white rook | a8 black rook · b8 black knight · c8 black bishop · d8 black queen · e8 black king · f8 black bishop · g8 black knight · h8 black rook · a7 black pawn · b7 black pawn · c7 black pawn · d7 black pawn · f7 black pawn · g7 black pawn · h7 black pawn · c4 white bishop · e4 white pawn · a2 white pawn · b2 white bishop · f2 white pawn · g2 white pawn · h2 white pawn · a1 white rook · b1 white knight · d1 white queen · e1 white king · g1 white knight · h1 white rook | a8 black rook · b8 black knight · c8 black bishop · d8 black queen · e8 black king · f8 black bishop · g8 black knight · h8 black rook · a7 black pawn · b7 black pawn · c7 black pawn · d7 black pawn · f7 black pawn · g7 black pawn · h7 black pawn · c4 white bishop · e4 white pawn · a2 white pawn · b2 white bishop · f2 white pawn · g2 white pawn · h2 white pawn · a1 white rook · b1 white knight · d1 white queen · e1 white king · g1 white knight · h1 white rook | a8 black rook · b8 black knight · c8 black bishop · d8 black queen · e8 black king · f8 black bishop · g8 black knight · h8 black rook · a7 black pawn · b7 black pawn · c7 black pawn · d7 black pawn · f7 black pawn · g7 black pawn · h7 black pawn · c4 white bishop · e4 white pawn · a2 white pawn · b2 white bishop · f2 white pawn · g2 white pawn · h2 white pawn · a1 white rook · b1 white knight · d1 white queen · e1 white king · g1 white knight · h1 white rook | a8 black rook · b8 black knight · c8 black bishop · d8 black queen · e8 black king · f8 black bishop · g8 black knight · h8 black rook · a7 black pawn · b7 black pawn · c7 black pawn · d7 black pawn · f7 black pawn · g7 black pawn · h7 black pawn · c4 white bishop · e4 white pawn · a2 white pawn · b2 white bishop · f2 white pawn · g2 white pawn · h2 white pawn · a1 white rook · b1 white knight · d1 white queen · e1 white king · g1 white knight · h1 white rook | a8 black rook · b8 black knight · c8 black bishop · d8 black queen · e8 black king · f8 black bishop · g8 black knight · h8 black rook · a7 black pawn · b7 black pawn · c7 black pawn · d7 black pawn · f7 black pawn · g7 black pawn · h7 black pawn · c4 white bishop · e4 white pawn · a2 white pawn · b2 white bishop · f2 white pawn · g2 white pawn · h2 white pawn · a1 white rook · b1 white knight · d1 white queen · e1 white king · g1 white knight · h1 white rook | a8 black rook · b8 black knight · c8 black bishop · d8 black queen · e8 black king · f8 black bishop · g8 black knight · h8 black rook · a7 black pawn · b7 black pawn · c7 black pawn · d7 black pawn · f7 black pawn · g7 black pawn · h7 black pawn · c4 white bishop · e4 white pawn · a2 white pawn · b2 white bishop · f2 white pawn · g2 white pawn · h2 white pawn · a1 white rook · b1 white knight · d1 white queen · e1 white king · g1 white knight · h1 white rook | a8 black rook · b8 black knight · c8 black bishop · d8 black queen · e8 black king · f8 black bishop · g8 black knight · h8 black rook · a7 black pawn · b7 black pawn · c7 black pawn · d7 black pawn · f7 black pawn · g7 black pawn · h7 black pawn · c4 white bishop · e4 white pawn · a2 white pawn · b2 white bishop · f2 white pawn · g2 white pawn · h2 white pawn · a1 white rook · b1 white knight · d1 white queen · e1 white king · g1 white knight · h1 white rook | 7 |
| 6 | a8 black rook · b8 black knight · c8 black bishop · d8 black queen · e8 black king · f8 black bishop · g8 black knight · h8 black rook · a7 black pawn · b7 black pawn · c7 black pawn · d7 black pawn · f7 black pawn · g7 black pawn · h7 black pawn · c4 white bishop · e4 white pawn · a2 white pawn · b2 white bishop · f2 white pawn · g2 white pawn · h2 white pawn · a1 white rook · b1 white knight · d1 white queen · e1 white king · g1 white knight · h1 white rook | a8 black rook · b8 black knight · c8 black bishop · d8 black queen · e8 black king · f8 black bishop · g8 black knight · h8 black rook · a7 black pawn · b7 black pawn · c7 black pawn · d7 black pawn · f7 black pawn · g7 black pawn · h7 black pawn · c4 white bishop · e4 white pawn · a2 white pawn · b2 white bishop · f2 white pawn · g2 white pawn · h2 white pawn · a1 white rook · b1 white knight · d1 white queen · e1 white king · g1 white knight · h1 white rook | a8 black rook · b8 black knight · c8 black bishop · d8 black queen · e8 black king · f8 black bishop · g8 black knight · h8 black rook · a7 black pawn · b7 black pawn · c7 black pawn · d7 black pawn · f7 black pawn · g7 black pawn · h7 black pawn · c4 white bishop · e4 white pawn · a2 white pawn · b2 white bishop · f2 white pawn · g2 white pawn · h2 white pawn · a1 white rook · b1 white knight · d1 white queen · e1 white king · g1 white knight · h1 white rook | a8 black rook · b8 black knight · c8 black bishop · d8 black queen · e8 black king · f8 black bishop · g8 black knight · h8 black rook · a7 black pawn · b7 black pawn · c7 black pawn · d7 black pawn · f7 black pawn · g7 black pawn · h7 black pawn · c4 white bishop · e4 white pawn · a2 white pawn · b2 white bishop · f2 white pawn · g2 white pawn · h2 white pawn · a1 white rook · b1 white knight · d1 white queen · e1 white king · g1 white knight · h1 white rook | a8 black rook · b8 black knight · c8 black bishop · d8 black queen · e8 black king · f8 black bishop · g8 black knight · h8 black rook · a7 black pawn · b7 black pawn · c7 black pawn · d7 black pawn · f7 black pawn · g7 black pawn · h7 black pawn · c4 white bishop · e4 white pawn · a2 white pawn · b2 white bishop · f2 white pawn · g2 white pawn · h2 white pawn · a1 white rook · b1 white knight · d1 white queen · e1 white king · g1 white knight · h1 white rook | a8 black rook · b8 black knight · c8 black bishop · d8 black queen · e8 black king · f8 black bishop · g8 black knight · h8 black rook · a7 black pawn · b7 black pawn · c7 black pawn · d7 black pawn · f7 black pawn · g7 black pawn · h7 black pawn · c4 white bishop · e4 white pawn · a2 white pawn · b2 white bishop · f2 white pawn · g2 white pawn · h2 white pawn · a1 white rook · b1 white knight · d1 white queen · e1 white king · g1 white knight · h1 white rook | a8 black rook · b8 black knight · c8 black bishop · d8 black queen · e8 black king · f8 black bishop · g8 black knight · h8 black rook · a7 black pawn · b7 black pawn · c7 black pawn · d7 black pawn · f7 black pawn · g7 black pawn · h7 black pawn · c4 white bishop · e4 white pawn · a2 white pawn · b2 white bishop · f2 white pawn · g2 white pawn · h2 white pawn · a1 white rook · b1 white knight · d1 white queen · e1 white king · g1 white knight · h1 white rook | a8 black rook · b8 black knight · c8 black bishop · d8 black queen · e8 black king · f8 black bishop · g8 black knight · h8 black rook · a7 black pawn · b7 black pawn · c7 black pawn · d7 black pawn · f7 black pawn · g7 black pawn · h7 black pawn · c4 white bishop · e4 white pawn · a2 white pawn · b2 white bishop · f2 white pawn · g2 white pawn · h2 white pawn · a1 white rook · b1 white knight · d1 white queen · e1 white king · g1 white knight · h1 white rook | 6 |
| 5 | a8 black rook · b8 black knight · c8 black bishop · d8 black queen · e8 black king · f8 black bishop · g8 black knight · h8 black rook · a7 black pawn · b7 black pawn · c7 black pawn · d7 black pawn · f7 black pawn · g7 black pawn · h7 black pawn · c4 white bishop · e4 white pawn · a2 white pawn · b2 white bishop · f2 white pawn · g2 white pawn · h2 white pawn · a1 white rook · b1 white knight · d1 white queen · e1 white king · g1 white knight · h1 white rook | a8 black rook · b8 black knight · c8 black bishop · d8 black queen · e8 black king · f8 black bishop · g8 black knight · h8 black rook · a7 black pawn · b7 black pawn · c7 black pawn · d7 black pawn · f7 black pawn · g7 black pawn · h7 black pawn · c4 white bishop · e4 white pawn · a2 white pawn · b2 white bishop · f2 white pawn · g2 white pawn · h2 white pawn · a1 white rook · b1 white knight · d1 white queen · e1 white king · g1 white knight · h1 white rook | a8 black rook · b8 black knight · c8 black bishop · d8 black queen · e8 black king · f8 black bishop · g8 black knight · h8 black rook · a7 black pawn · b7 black pawn · c7 black pawn · d7 black pawn · f7 black pawn · g7 black pawn · h7 black pawn · c4 white bishop · e4 white pawn · a2 white pawn · b2 white bishop · f2 white pawn · g2 white pawn · h2 white pawn · a1 white rook · b1 white knight · d1 white queen · e1 white king · g1 white knight · h1 white rook | a8 black rook · b8 black knight · c8 black bishop · d8 black queen · e8 black king · f8 black bishop · g8 black knight · h8 black rook · a7 black pawn · b7 black pawn · c7 black pawn · d7 black pawn · f7 black pawn · g7 black pawn · h7 black pawn · c4 white bishop · e4 white pawn · a2 white pawn · b2 white bishop · f2 white pawn · g2 white pawn · h2 white pawn · a1 white rook · b1 white knight · d1 white queen · e1 white king · g1 white knight · h1 white rook | a8 black rook · b8 black knight · c8 black bishop · d8 black queen · e8 black king · f8 black bishop · g8 black knight · h8 black rook · a7 black pawn · b7 black pawn · c7 black pawn · d7 black pawn · f7 black pawn · g7 black pawn · h7 black pawn · c4 white bishop · e4 white pawn · a2 white pawn · b2 white bishop · f2 white pawn · g2 white pawn · h2 white pawn · a1 white rook · b1 white knight · d1 white queen · e1 white king · g1 white knight · h1 white rook | a8 black rook · b8 black knight · c8 black bishop · d8 black queen · e8 black king · f8 black bishop · g8 black knight · h8 black rook · a7 black pawn · b7 black pawn · c7 black pawn · d7 black pawn · f7 black pawn · g7 black pawn · h7 black pawn · c4 white bishop · e4 white pawn · a2 white pawn · b2 white bishop · f2 white pawn · g2 white pawn · h2 white pawn · a1 white rook · b1 white knight · d1 white queen · e1 white king · g1 white knight · h1 white rook | a8 black rook · b8 black knight · c8 black bishop · d8 black queen · e8 black king · f8 black bishop · g8 black knight · h8 black rook · a7 black pawn · b7 black pawn · c7 black pawn · d7 black pawn · f7 black pawn · g7 black pawn · h7 black pawn · c4 white bishop · e4 white pawn · a2 white pawn · b2 white bishop · f2 white pawn · g2 white pawn · h2 white pawn · a1 white rook · b1 white knight · d1 white queen · e1 white king · g1 white knight · h1 white rook | a8 black rook · b8 black knight · c8 black bishop · d8 black queen · e8 black king · f8 black bishop · g8 black knight · h8 black rook · a7 black pawn · b7 black pawn · c7 black pawn · d7 black pawn · f7 black pawn · g7 black pawn · h7 black pawn · c4 white bishop · e4 white pawn · a2 white pawn · b2 white bishop · f2 white pawn · g2 white pawn · h2 white pawn · a1 white rook · b1 white knight · d1 white queen · e1 white king · g1 white knight · h1 white rook | 5 |
| 4 | a8 black rook · b8 black knight · c8 black bishop · d8 black queen · e8 black king · f8 black bishop · g8 black knight · h8 black rook · a7 black pawn · b7 black pawn · c7 black pawn · d7 black pawn · f7 black pawn · g7 black pawn · h7 black pawn · c4 white bishop · e4 white pawn · a2 white pawn · b2 white bishop · f2 white pawn · g2 white pawn · h2 white pawn · a1 white rook · b1 white knight · d1 white queen · e1 white king · g1 white knight · h1 white rook | a8 black rook · b8 black knight · c8 black bishop · d8 black queen · e8 black king · f8 black bishop · g8 black knight · h8 black rook · a7 black pawn · b7 black pawn · c7 black pawn · d7 black pawn · f7 black pawn · g7 black pawn · h7 black pawn · c4 white bishop · e4 white pawn · a2 white pawn · b2 white bishop · f2 white pawn · g2 white pawn · h2 white pawn · a1 white rook · b1 white knight · d1 white queen · e1 white king · g1 white knight · h1 white rook | a8 black rook · b8 black knight · c8 black bishop · d8 black queen · e8 black king · f8 black bishop · g8 black knight · h8 black rook · a7 black pawn · b7 black pawn · c7 black pawn · d7 black pawn · f7 black pawn · g7 black pawn · h7 black pawn · c4 white bishop · e4 white pawn · a2 white pawn · b2 white bishop · f2 white pawn · g2 white pawn · h2 white pawn · a1 white rook · b1 white knight · d1 white queen · e1 white king · g1 white knight · h1 white rook | a8 black rook · b8 black knight · c8 black bishop · d8 black queen · e8 black king · f8 black bishop · g8 black knight · h8 black rook · a7 black pawn · b7 black pawn · c7 black pawn · d7 black pawn · f7 black pawn · g7 black pawn · h7 black pawn · c4 white bishop · e4 white pawn · a2 white pawn · b2 white bishop · f2 white pawn · g2 white pawn · h2 white pawn · a1 white rook · b1 white knight · d1 white queen · e1 white king · g1 white knight · h1 white rook | a8 black rook · b8 black knight · c8 black bishop · d8 black queen · e8 black king · f8 black bishop · g8 black knight · h8 black rook · a7 black pawn · b7 black pawn · c7 black pawn · d7 black pawn · f7 black pawn · g7 black pawn · h7 black pawn · c4 white bishop · e4 white pawn · a2 white pawn · b2 white bishop · f2 white pawn · g2 white pawn · h2 white pawn · a1 white rook · b1 white knight · d1 white queen · e1 white king · g1 white knight · h1 white rook | a8 black rook · b8 black knight · c8 black bishop · d8 black queen · e8 black king · f8 black bishop · g8 black knight · h8 black rook · a7 black pawn · b7 black pawn · c7 black pawn · d7 black pawn · f7 black pawn · g7 black pawn · h7 black pawn · c4 white bishop · e4 white pawn · a2 white pawn · b2 white bishop · f2 white pawn · g2 white pawn · h2 white pawn · a1 white rook · b1 white knight · d1 white queen · e1 white king · g1 white knight · h1 white rook | a8 black rook · b8 black knight · c8 black bishop · d8 black queen · e8 black king · f8 black bishop · g8 black knight · h8 black rook · a7 black pawn · b7 black pawn · c7 black pawn · d7 black pawn · f7 black pawn · g7 black pawn · h7 black pawn · c4 white bishop · e4 white pawn · a2 white pawn · b2 white bishop · f2 white pawn · g2 white pawn · h2 white pawn · a1 white rook · b1 white knight · d1 white queen · e1 white king · g1 white knight · h1 white rook | a8 black rook · b8 black knight · c8 black bishop · d8 black queen · e8 black king · f8 black bishop · g8 black knight · h8 black rook · a7 black pawn · b7 black pawn · c7 black pawn · d7 black pawn · f7 black pawn · g7 black pawn · h7 black pawn · c4 white bishop · e4 white pawn · a2 white pawn · b2 white bishop · f2 white pawn · g2 white pawn · h2 white pawn · a1 white rook · b1 white knight · d1 white queen · e1 white king · g1 white knight · h1 white rook | 4 |
| 3 | a8 black rook · b8 black knight · c8 black bishop · d8 black queen · e8 black king · f8 black bishop · g8 black knight · h8 black rook · a7 black pawn · b7 black pawn · c7 black pawn · d7 black pawn · f7 black pawn · g7 black pawn · h7 black pawn · c4 white bishop · e4 white pawn · a2 white pawn · b2 white bishop · f2 white pawn · g2 white pawn · h2 white pawn · a1 white rook · b1 white knight · d1 white queen · e1 white king · g1 white knight · h1 white rook | a8 black rook · b8 black knight · c8 black bishop · d8 black queen · e8 black king · f8 black bishop · g8 black knight · h8 black rook · a7 black pawn · b7 black pawn · c7 black pawn · d7 black pawn · f7 black pawn · g7 black pawn · h7 black pawn · c4 white bishop · e4 white pawn · a2 white pawn · b2 white bishop · f2 white pawn · g2 white pawn · h2 white pawn · a1 white rook · b1 white knight · d1 white queen · e1 white king · g1 white knight · h1 white rook | a8 black rook · b8 black knight · c8 black bishop · d8 black queen · e8 black king · f8 black bishop · g8 black knight · h8 black rook · a7 black pawn · b7 black pawn · c7 black pawn · d7 black pawn · f7 black pawn · g7 black pawn · h7 black pawn · c4 white bishop · e4 white pawn · a2 white pawn · b2 white bishop · f2 white pawn · g2 white pawn · h2 white pawn · a1 white rook · b1 white knight · d1 white queen · e1 white king · g1 white knight · h1 white rook | a8 black rook · b8 black knight · c8 black bishop · d8 black queen · e8 black king · f8 black bishop · g8 black knight · h8 black rook · a7 black pawn · b7 black pawn · c7 black pawn · d7 black pawn · f7 black pawn · g7 black pawn · h7 black pawn · c4 white bishop · e4 white pawn · a2 white pawn · b2 white bishop · f2 white pawn · g2 white pawn · h2 white pawn · a1 white rook · b1 white knight · d1 white queen · e1 white king · g1 white knight · h1 white rook | a8 black rook · b8 black knight · c8 black bishop · d8 black queen · e8 black king · f8 black bishop · g8 black knight · h8 black rook · a7 black pawn · b7 black pawn · c7 black pawn · d7 black pawn · f7 black pawn · g7 black pawn · h7 black pawn · c4 white bishop · e4 white pawn · a2 white pawn · b2 white bishop · f2 white pawn · g2 white pawn · h2 white pawn · a1 white rook · b1 white knight · d1 white queen · e1 white king · g1 white knight · h1 white rook | a8 black rook · b8 black knight · c8 black bishop · d8 black queen · e8 black king · f8 black bishop · g8 black knight · h8 black rook · a7 black pawn · b7 black pawn · c7 black pawn · d7 black pawn · f7 black pawn · g7 black pawn · h7 black pawn · c4 white bishop · e4 white pawn · a2 white pawn · b2 white bishop · f2 white pawn · g2 white pawn · h2 white pawn · a1 white rook · b1 white knight · d1 white queen · e1 white king · g1 white knight · h1 white rook | a8 black rook · b8 black knight · c8 black bishop · d8 black queen · e8 black king · f8 black bishop · g8 black knight · h8 black rook · a7 black pawn · b7 black pawn · c7 black pawn · d7 black pawn · f7 black pawn · g7 black pawn · h7 black pawn · c4 white bishop · e4 white pawn · a2 white pawn · b2 white bishop · f2 white pawn · g2 white pawn · h2 white pawn · a1 white rook · b1 white knight · d1 white queen · e1 white king · g1 white knight · h1 white rook | a8 black rook · b8 black knight · c8 black bishop · d8 black queen · e8 black king · f8 black bishop · g8 black knight · h8 black rook · a7 black pawn · b7 black pawn · c7 black pawn · d7 black pawn · f7 black pawn · g7 black pawn · h7 black pawn · c4 white bishop · e4 white pawn · a2 white pawn · b2 white bishop · f2 white pawn · g2 white pawn · h2 white pawn · a1 white rook · b1 white knight · d1 white queen · e1 white king · g1 white knight · h1 white rook | 3 |
| 2 | a8 black rook · b8 black knight · c8 black bishop · d8 black queen · e8 black king · f8 black bishop · g8 black knight · h8 black rook · a7 black pawn · b7 black pawn · c7 black pawn · d7 black pawn · f7 black pawn · g7 black pawn · h7 black pawn · c4 white bishop · e4 white pawn · a2 white pawn · b2 white bishop · f2 white pawn · g2 white pawn · h2 white pawn · a1 white rook · b1 white knight · d1 white queen · e1 white king · g1 white knight · h1 white rook | a8 black rook · b8 black knight · c8 black bishop · d8 black queen · e8 black king · f8 black bishop · g8 black knight · h8 black rook · a7 black pawn · b7 black pawn · c7 black pawn · d7 black pawn · f7 black pawn · g7 black pawn · h7 black pawn · c4 white bishop · e4 white pawn · a2 white pawn · b2 white bishop · f2 white pawn · g2 white pawn · h2 white pawn · a1 white rook · b1 white knight · d1 white queen · e1 white king · g1 white knight · h1 white rook | a8 black rook · b8 black knight · c8 black bishop · d8 black queen · e8 black king · f8 black bishop · g8 black knight · h8 black rook · a7 black pawn · b7 black pawn · c7 black pawn · d7 black pawn · f7 black pawn · g7 black pawn · h7 black pawn · c4 white bishop · e4 white pawn · a2 white pawn · b2 white bishop · f2 white pawn · g2 white pawn · h2 white pawn · a1 white rook · b1 white knight · d1 white queen · e1 white king · g1 white knight · h1 white rook | a8 black rook · b8 black knight · c8 black bishop · d8 black queen · e8 black king · f8 black bishop · g8 black knight · h8 black rook · a7 black pawn · b7 black pawn · c7 black pawn · d7 black pawn · f7 black pawn · g7 black pawn · h7 black pawn · c4 white bishop · e4 white pawn · a2 white pawn · b2 white bishop · f2 white pawn · g2 white pawn · h2 white pawn · a1 white rook · b1 white knight · d1 white queen · e1 white king · g1 white knight · h1 white rook | a8 black rook · b8 black knight · c8 black bishop · d8 black queen · e8 black king · f8 black bishop · g8 black knight · h8 black rook · a7 black pawn · b7 black pawn · c7 black pawn · d7 black pawn · f7 black pawn · g7 black pawn · h7 black pawn · c4 white bishop · e4 white pawn · a2 white pawn · b2 white bishop · f2 white pawn · g2 white pawn · h2 white pawn · a1 white rook · b1 white knight · d1 white queen · e1 white king · g1 white knight · h1 white rook | a8 black rook · b8 black knight · c8 black bishop · d8 black queen · e8 black king · f8 black bishop · g8 black knight · h8 black rook · a7 black pawn · b7 black pawn · c7 black pawn · d7 black pawn · f7 black pawn · g7 black pawn · h7 black pawn · c4 white bishop · e4 white pawn · a2 white pawn · b2 white bishop · f2 white pawn · g2 white pawn · h2 white pawn · a1 white rook · b1 white knight · d1 white queen · e1 white king · g1 white knight · h1 white rook | a8 black rook · b8 black knight · c8 black bishop · d8 black queen · e8 black king · f8 black bishop · g8 black knight · h8 black rook · a7 black pawn · b7 black pawn · c7 black pawn · d7 black pawn · f7 black pawn · g7 black pawn · h7 black pawn · c4 white bishop · e4 white pawn · a2 white pawn · b2 white bishop · f2 white pawn · g2 white pawn · h2 white pawn · a1 white rook · b1 white knight · d1 white queen · e1 white king · g1 white knight · h1 white rook | a8 black rook · b8 black knight · c8 black bishop · d8 black queen · e8 black king · f8 black bishop · g8 black knight · h8 black rook · a7 black pawn · b7 black pawn · c7 black pawn · d7 black pawn · f7 black pawn · g7 black pawn · h7 black pawn · c4 white bishop · e4 white pawn · a2 white pawn · b2 white bishop · f2 white pawn · g2 white pawn · h2 white pawn · a1 white rook · b1 white knight · d1 white queen · e1 white king · g1 white knight · h1 white rook | 2 |
| 1 | a8 black rook · b8 black knight · c8 black bishop · d8 black queen · e8 black king · f8 black bishop · g8 black knight · h8 black rook · a7 black pawn · b7 black pawn · c7 black pawn · d7 black pawn · f7 black pawn · g7 black pawn · h7 black pawn · c4 white bishop · e4 white pawn · a2 white pawn · b2 white bishop · f2 white pawn · g2 white pawn · h2 white pawn · a1 white rook · b1 white knight · d1 white queen · e1 white king · g1 white knight · h1 white rook | a8 black rook · b8 black knight · c8 black bishop · d8 black queen · e8 black king · f8 black bishop · g8 black knight · h8 black rook · a7 black pawn · b7 black pawn · c7 black pawn · d7 black pawn · f7 black pawn · g7 black pawn · h7 black pawn · c4 white bishop · e4 white pawn · a2 white pawn · b2 white bishop · f2 white pawn · g2 white pawn · h2 white pawn · a1 white rook · b1 white knight · d1 white queen · e1 white king · g1 white knight · h1 white rook | a8 black rook · b8 black knight · c8 black bishop · d8 black queen · e8 black king · f8 black bishop · g8 black knight · h8 black rook · a7 black pawn · b7 black pawn · c7 black pawn · d7 black pawn · f7 black pawn · g7 black pawn · h7 black pawn · c4 white bishop · e4 white pawn · a2 white pawn · b2 white bishop · f2 white pawn · g2 white pawn · h2 white pawn · a1 white rook · b1 white knight · d1 white queen · e1 white king · g1 white knight · h1 white rook | a8 black rook · b8 black knight · c8 black bishop · d8 black queen · e8 black king · f8 black bishop · g8 black knight · h8 black rook · a7 black pawn · b7 black pawn · c7 black pawn · d7 black pawn · f7 black pawn · g7 black pawn · h7 black pawn · c4 white bishop · e4 white pawn · a2 white pawn · b2 white bishop · f2 white pawn · g2 white pawn · h2 white pawn · a1 white rook · b1 white knight · d1 white queen · e1 white king · g1 white knight · h1 white rook | a8 black rook · b8 black knight · c8 black bishop · d8 black queen · e8 black king · f8 black bishop · g8 black knight · h8 black rook · a7 black pawn · b7 black pawn · c7 black pawn · d7 black pawn · f7 black pawn · g7 black pawn · h7 black pawn · c4 white bishop · e4 white pawn · a2 white pawn · b2 white bishop · f2 white pawn · g2 white pawn · h2 white pawn · a1 white rook · b1 white knight · d1 white queen · e1 white king · g1 white knight · h1 white rook | a8 black rook · b8 black knight · c8 black bishop · d8 black queen · e8 black king · f8 black bishop · g8 black knight · h8 black rook · a7 black pawn · b7 black pawn · c7 black pawn · d7 black pawn · f7 black pawn · g7 black pawn · h7 black pawn · c4 white bishop · e4 white pawn · a2 white pawn · b2 white bishop · f2 white pawn · g2 white pawn · h2 white pawn · a1 white rook · b1 white knight · d1 white queen · e1 white king · g1 white knight · h1 white rook | a8 black rook · b8 black knight · c8 black bishop · d8 black queen · e8 black king · f8 black bishop · g8 black knight · h8 black rook · a7 black pawn · b7 black pawn · c7 black pawn · d7 black pawn · f7 black pawn · g7 black pawn · h7 black pawn · c4 white bishop · e4 white pawn · a2 white pawn · b2 white bishop · f2 white pawn · g2 white pawn · h2 white pawn · a1 white rook · b1 white knight · d1 white queen · e1 white king · g1 white knight · h1 white rook | a8 black rook · b8 black knight · c8 black bishop · d8 black queen · e8 black king · f8 black bishop · g8 black knight · h8 black rook · a7 black pawn · b7 black pawn · c7 black pawn · d7 black pawn · f7 black pawn · g7 black pawn · h7 black pawn · c4 white bishop · e4 white pawn · a2 white pawn · b2 white bishop · f2 white pawn · g2 white pawn · h2 white pawn · a1 white rook · b1 white knight · d1 white queen · e1 white king · g1 white knight · h1 white rook | 1 |
|   | a | b | c | d | e | f | g | h |   |

#### Копенхагенска одбрана
1. е4 е5 2. д4 е:д4 3. ц3 д:ц3 4. Лц4 ц:б2 5. Л:б2 Лб4+
|   | a | b | c | d | e | f | g | h |   |
| 8 | a8 black rook · b8 black knight · c8 black bishop · d8 black queen · e8 black king · g8 black knight · h8 black rook · a7 black pawn · b7 black pawn · c7 black pawn · d7 black pawn · f7 black pawn · g7 black pawn · h7 black pawn · b4 black bishop · c4 white bishop · e4 white pawn · a2 white pawn · b2 white bishop · f2 white pawn · g2 white pawn · h2 white pawn · a1 white rook · b1 white knight · d1 white queen · e1 white king · g1 white knight · h1 white rook | a8 black rook · b8 black knight · c8 black bishop · d8 black queen · e8 black king · g8 black knight · h8 black rook · a7 black pawn · b7 black pawn · c7 black pawn · d7 black pawn · f7 black pawn · g7 black pawn · h7 black pawn · b4 black bishop · c4 white bishop · e4 white pawn · a2 white pawn · b2 white bishop · f2 white pawn · g2 white pawn · h2 white pawn · a1 white rook · b1 white knight · d1 white queen · e1 white king · g1 white knight · h1 white rook | a8 black rook · b8 black knight · c8 black bishop · d8 black queen · e8 black king · g8 black knight · h8 black rook · a7 black pawn · b7 black pawn · c7 black pawn · d7 black pawn · f7 black pawn · g7 black pawn · h7 black pawn · b4 black bishop · c4 white bishop · e4 white pawn · a2 white pawn · b2 white bishop · f2 white pawn · g2 white pawn · h2 white pawn · a1 white rook · b1 white knight · d1 white queen · e1 white king · g1 white knight · h1 white rook | a8 black rook · b8 black knight · c8 black bishop · d8 black queen · e8 black king · g8 black knight · h8 black rook · a7 black pawn · b7 black pawn · c7 black pawn · d7 black pawn · f7 black pawn · g7 black pawn · h7 black pawn · b4 black bishop · c4 white bishop · e4 white pawn · a2 white pawn · b2 white bishop · f2 white pawn · g2 white pawn · h2 white pawn · a1 white rook · b1 white knight · d1 white queen · e1 white king · g1 white knight · h1 white rook | a8 black rook · b8 black knight · c8 black bishop · d8 black queen · e8 black king · g8 black knight · h8 black rook · a7 black pawn · b7 black pawn · c7 black pawn · d7 black pawn · f7 black pawn · g7 black pawn · h7 black pawn · b4 black bishop · c4 white bishop · e4 white pawn · a2 white pawn · b2 white bishop · f2 white pawn · g2 white pawn · h2 white pawn · a1 white rook · b1 white knight · d1 white queen · e1 white king · g1 white knight · h1 white rook | a8 black rook · b8 black knight · c8 black bishop · d8 black queen · e8 black king · g8 black knight · h8 black rook · a7 black pawn · b7 black pawn · c7 black pawn · d7 black pawn · f7 black pawn · g7 black pawn · h7 black pawn · b4 black bishop · c4 white bishop · e4 white pawn · a2 white pawn · b2 white bishop · f2 white pawn · g2 white pawn · h2 white pawn · a1 white rook · b1 white knight · d1 white queen · e1 white king · g1 white knight · h1 white rook | a8 black rook · b8 black knight · c8 black bishop · d8 black queen · e8 black king · g8 black knight · h8 black rook · a7 black pawn · b7 black pawn · c7 black pawn · d7 black pawn · f7 black pawn · g7 black pawn · h7 black pawn · b4 black bishop · c4 white bishop · e4 white pawn · a2 white pawn · b2 white bishop · f2 white pawn · g2 white pawn · h2 white pawn · a1 white rook · b1 white knight · d1 white queen · e1 white king · g1 white knight · h1 white rook | a8 black rook · b8 black knight · c8 black bishop · d8 black queen · e8 black king · g8 black knight · h8 black rook · a7 black pawn · b7 black pawn · c7 black pawn · d7 black pawn · f7 black pawn · g7 black pawn · h7 black pawn · b4 black bishop · c4 white bishop · e4 white pawn · a2 white pawn · b2 white bishop · f2 white pawn · g2 white pawn · h2 white pawn · a1 white rook · b1 white knight · d1 white queen · e1 white king · g1 white knight · h1 white rook | 8 |
| 7 | a8 black rook · b8 black knight · c8 black bishop · d8 black queen · e8 black king · g8 black knight · h8 black rook · a7 black pawn · b7 black pawn · c7 black pawn · d7 black pawn · f7 black pawn · g7 black pawn · h7 black pawn · b4 black bishop · c4 white bishop · e4 white pawn · a2 white pawn · b2 white bishop · f2 white pawn · g2 white pawn · h2 white pawn · a1 white rook · b1 white knight · d1 white queen · e1 white king · g1 white knight · h1 white rook | a8 black rook · b8 black knight · c8 black bishop · d8 black queen · e8 black king · g8 black knight · h8 black rook · a7 black pawn · b7 black pawn · c7 black pawn · d7 black pawn · f7 black pawn · g7 black pawn · h7 black pawn · b4 black bishop · c4 white bishop · e4 white pawn · a2 white pawn · b2 white bishop · f2 white pawn · g2 white pawn · h2 white pawn · a1 white rook · b1 white knight · d1 white queen · e1 white king · g1 white knight · h1 white rook | a8 black rook · b8 black knight · c8 black bishop · d8 black queen · e8 black king · g8 black knight · h8 black rook · a7 black pawn · b7 black pawn · c7 black pawn · d7 black pawn · f7 black pawn · g7 black pawn · h7 black pawn · b4 black bishop · c4 white bishop · e4 white pawn · a2 white pawn · b2 white bishop · f2 white pawn · g2 white pawn · h2 white pawn · a1 white rook · b1 white knight · d1 white queen · e1 white king · g1 white knight · h1 white rook | a8 black rook · b8 black knight · c8 black bishop · d8 black queen · e8 black king · g8 black knight · h8 black rook · a7 black pawn · b7 black pawn · c7 black pawn · d7 black pawn · f7 black pawn · g7 black pawn · h7 black pawn · b4 black bishop · c4 white bishop · e4 white pawn · a2 white pawn · b2 white bishop · f2 white pawn · g2 white pawn · h2 white pawn · a1 white rook · b1 white knight · d1 white queen · e1 white king · g1 white knight · h1 white rook | a8 black rook · b8 black knight · c8 black bishop · d8 black queen · e8 black king · g8 black knight · h8 black rook · a7 black pawn · b7 black pawn · c7 black pawn · d7 black pawn · f7 black pawn · g7 black pawn · h7 black pawn · b4 black bishop · c4 white bishop · e4 white pawn · a2 white pawn · b2 white bishop · f2 white pawn · g2 white pawn · h2 white pawn · a1 white rook · b1 white knight · d1 white queen · e1 white king · g1 white knight · h1 white rook | a8 black rook · b8 black knight · c8 black bishop · d8 black queen · e8 black king · g8 black knight · h8 black rook · a7 black pawn · b7 black pawn · c7 black pawn · d7 black pawn · f7 black pawn · g7 black pawn · h7 black pawn · b4 black bishop · c4 white bishop · e4 white pawn · a2 white pawn · b2 white bishop · f2 white pawn · g2 white pawn · h2 white pawn · a1 white rook · b1 white knight · d1 white queen · e1 white king · g1 white knight · h1 white rook | a8 black rook · b8 black knight · c8 black bishop · d8 black queen · e8 black king · g8 black knight · h8 black rook · a7 black pawn · b7 black pawn · c7 black pawn · d7 black pawn · f7 black pawn · g7 black pawn · h7 black pawn · b4 black bishop · c4 white bishop · e4 white pawn · a2 white pawn · b2 white bishop · f2 white pawn · g2 white pawn · h2 white pawn · a1 white rook · b1 white knight · d1 white queen · e1 white king · g1 white knight · h1 white rook | a8 black rook · b8 black knight · c8 black bishop · d8 black queen · e8 black king · g8 black knight · h8 black rook · a7 black pawn · b7 black pawn · c7 black pawn · d7 black pawn · f7 black pawn · g7 black pawn · h7 black pawn · b4 black bishop · c4 white bishop · e4 white pawn · a2 white pawn · b2 white bishop · f2 white pawn · g2 white pawn · h2 white pawn · a1 white rook · b1 white knight · d1 white queen · e1 white king · g1 white knight · h1 white rook | 7 |
| 6 | a8 black rook · b8 black knight · c8 black bishop · d8 black queen · e8 black king · g8 black knight · h8 black rook · a7 black pawn · b7 black pawn · c7 black pawn · d7 black pawn · f7 black pawn · g7 black pawn · h7 black pawn · b4 black bishop · c4 white bishop · e4 white pawn · a2 white pawn · b2 white bishop · f2 white pawn · g2 white pawn · h2 white pawn · a1 white rook · b1 white knight · d1 white queen · e1 white king · g1 white knight · h1 white rook | a8 black rook · b8 black knight · c8 black bishop · d8 black queen · e8 black king · g8 black knight · h8 black rook · a7 black pawn · b7 black pawn · c7 black pawn · d7 black pawn · f7 black pawn · g7 black pawn · h7 black pawn · b4 black bishop · c4 white bishop · e4 white pawn · a2 white pawn · b2 white bishop · f2 white pawn · g2 white pawn · h2 white pawn · a1 white rook · b1 white knight · d1 white queen · e1 white king · g1 white knight · h1 white rook | a8 black rook · b8 black knight · c8 black bishop · d8 black queen · e8 black king · g8 black knight · h8 black rook · a7 black pawn · b7 black pawn · c7 black pawn · d7 black pawn · f7 black pawn · g7 black pawn · h7 black pawn · b4 black bishop · c4 white bishop · e4 white pawn · a2 white pawn · b2 white bishop · f2 white pawn · g2 white pawn · h2 white pawn · a1 white rook · b1 white knight · d1 white queen · e1 white king · g1 white knight · h1 white rook | a8 black rook · b8 black knight · c8 black bishop · d8 black queen · e8 black king · g8 black knight · h8 black rook · a7 black pawn · b7 black pawn · c7 black pawn · d7 black pawn · f7 black pawn · g7 black pawn · h7 black pawn · b4 black bishop · c4 white bishop · e4 white pawn · a2 white pawn · b2 white bishop · f2 white pawn · g2 white pawn · h2 white pawn · a1 white rook · b1 white knight · d1 white queen · e1 white king · g1 white knight · h1 white rook | a8 black rook · b8 black knight · c8 black bishop · d8 black queen · e8 black king · g8 black knight · h8 black rook · a7 black pawn · b7 black pawn · c7 black pawn · d7 black pawn · f7 black pawn · g7 black pawn · h7 black pawn · b4 black bishop · c4 white bishop · e4 white pawn · a2 white pawn · b2 white bishop · f2 white pawn · g2 white pawn · h2 white pawn · a1 white rook · b1 white knight · d1 white queen · e1 white king · g1 white knight · h1 white rook | a8 black rook · b8 black knight · c8 black bishop · d8 black queen · e8 black king · g8 black knight · h8 black rook · a7 black pawn · b7 black pawn · c7 black pawn · d7 black pawn · f7 black pawn · g7 black pawn · h7 black pawn · b4 black bishop · c4 white bishop · e4 white pawn · a2 white pawn · b2 white bishop · f2 white pawn · g2 white pawn · h2 white pawn · a1 white rook · b1 white knight · d1 white queen · e1 white king · g1 white knight · h1 white rook | a8 black rook · b8 black knight · c8 black bishop · d8 black queen · e8 black king · g8 black knight · h8 black rook · a7 black pawn · b7 black pawn · c7 black pawn · d7 black pawn · f7 black pawn · g7 black pawn · h7 black pawn · b4 black bishop · c4 white bishop · e4 white pawn · a2 white pawn · b2 white bishop · f2 white pawn · g2 white pawn · h2 white pawn · a1 white rook · b1 white knight · d1 white queen · e1 white king · g1 white knight · h1 white rook | a8 black rook · b8 black knight · c8 black bishop · d8 black queen · e8 black king · g8 black knight · h8 black rook · a7 black pawn · b7 black pawn · c7 black pawn · d7 black pawn · f7 black pawn · g7 black pawn · h7 black pawn · b4 black bishop · c4 white bishop · e4 white pawn · a2 white pawn · b2 white bishop · f2 white pawn · g2 white pawn · h2 white pawn · a1 white rook · b1 white knight · d1 white queen · e1 white king · g1 white knight · h1 white rook | 6 |
| 5 | a8 black rook · b8 black knight · c8 black bishop · d8 black queen · e8 black king · g8 black knight · h8 black rook · a7 black pawn · b7 black pawn · c7 black pawn · d7 black pawn · f7 black pawn · g7 black pawn · h7 black pawn · b4 black bishop · c4 white bishop · e4 white pawn · a2 white pawn · b2 white bishop · f2 white pawn · g2 white pawn · h2 white pawn · a1 white rook · b1 white knight · d1 white queen · e1 white king · g1 white knight · h1 white rook | a8 black rook · b8 black knight · c8 black bishop · d8 black queen · e8 black king · g8 black knight · h8 black rook · a7 black pawn · b7 black pawn · c7 black pawn · d7 black pawn · f7 black pawn · g7 black pawn · h7 black pawn · b4 black bishop · c4 white bishop · e4 white pawn · a2 white pawn · b2 white bishop · f2 white pawn · g2 white pawn · h2 white pawn · a1 white rook · b1 white knight · d1 white queen · e1 white king · g1 white knight · h1 white rook | a8 black rook · b8 black knight · c8 black bishop · d8 black queen · e8 black king · g8 black knight · h8 black rook · a7 black pawn · b7 black pawn · c7 black pawn · d7 black pawn · f7 black pawn · g7 black pawn · h7 black pawn · b4 black bishop · c4 white bishop · e4 white pawn · a2 white pawn · b2 white bishop · f2 white pawn · g2 white pawn · h2 white pawn · a1 white rook · b1 white knight · d1 white queen · e1 white king · g1 white knight · h1 white rook | a8 black rook · b8 black knight · c8 black bishop · d8 black queen · e8 black king · g8 black knight · h8 black rook · a7 black pawn · b7 black pawn · c7 black pawn · d7 black pawn · f7 black pawn · g7 black pawn · h7 black pawn · b4 black bishop · c4 white bishop · e4 white pawn · a2 white pawn · b2 white bishop · f2 white pawn · g2 white pawn · h2 white pawn · a1 white rook · b1 white knight · d1 white queen · e1 white king · g1 white knight · h1 white rook | a8 black rook · b8 black knight · c8 black bishop · d8 black queen · e8 black king · g8 black knight · h8 black rook · a7 black pawn · b7 black pawn · c7 black pawn · d7 black pawn · f7 black pawn · g7 black pawn · h7 black pawn · b4 black bishop · c4 white bishop · e4 white pawn · a2 white pawn · b2 white bishop · f2 white pawn · g2 white pawn · h2 white pawn · a1 white rook · b1 white knight · d1 white queen · e1 white king · g1 white knight · h1 white rook | a8 black rook · b8 black knight · c8 black bishop · d8 black queen · e8 black king · g8 black knight · h8 black rook · a7 black pawn · b7 black pawn · c7 black pawn · d7 black pawn · f7 black pawn · g7 black pawn · h7 black pawn · b4 black bishop · c4 white bishop · e4 white pawn · a2 white pawn · b2 white bishop · f2 white pawn · g2 white pawn · h2 white pawn · a1 white rook · b1 white knight · d1 white queen · e1 white king · g1 white knight · h1 white rook | a8 black rook · b8 black knight · c8 black bishop · d8 black queen · e8 black king · g8 black knight · h8 black rook · a7 black pawn · b7 black pawn · c7 black pawn · d7 black pawn · f7 black pawn · g7 black pawn · h7 black pawn · b4 black bishop · c4 white bishop · e4 white pawn · a2 white pawn · b2 white bishop · f2 white pawn · g2 white pawn · h2 white pawn · a1 white rook · b1 white knight · d1 white queen · e1 white king · g1 white knight · h1 white rook | a8 black rook · b8 black knight · c8 black bishop · d8 black queen · e8 black king · g8 black knight · h8 black rook · a7 black pawn · b7 black pawn · c7 black pawn · d7 black pawn · f7 black pawn · g7 black pawn · h7 black pawn · b4 black bishop · c4 white bishop · e4 white pawn · a2 white pawn · b2 white bishop · f2 white pawn · g2 white pawn · h2 white pawn · a1 white rook · b1 white knight · d1 white queen · e1 white king · g1 white knight · h1 white rook | 5 |
| 4 | a8 black rook · b8 black knight · c8 black bishop · d8 black queen · e8 black king · g8 black knight · h8 black rook · a7 black pawn · b7 black pawn · c7 black pawn · d7 black pawn · f7 black pawn · g7 black pawn · h7 black pawn · b4 black bishop · c4 white bishop · e4 white pawn · a2 white pawn · b2 white bishop · f2 white pawn · g2 white pawn · h2 white pawn · a1 white rook · b1 white knight · d1 white queen · e1 white king · g1 white knight · h1 white rook | a8 black rook · b8 black knight · c8 black bishop · d8 black queen · e8 black king · g8 black knight · h8 black rook · a7 black pawn · b7 black pawn · c7 black pawn · d7 black pawn · f7 black pawn · g7 black pawn · h7 black pawn · b4 black bishop · c4 white bishop · e4 white pawn · a2 white pawn · b2 white bishop · f2 white pawn · g2 white pawn · h2 white pawn · a1 white rook · b1 white knight · d1 white queen · e1 white king · g1 white knight · h1 white rook | a8 black rook · b8 black knight · c8 black bishop · d8 black queen · e8 black king · g8 black knight · h8 black rook · a7 black pawn · b7 black pawn · c7 black pawn · d7 black pawn · f7 black pawn · g7 black pawn · h7 black pawn · b4 black bishop · c4 white bishop · e4 white pawn · a2 white pawn · b2 white bishop · f2 white pawn · g2 white pawn · h2 white pawn · a1 white rook · b1 white knight · d1 white queen · e1 white king · g1 white knight · h1 white rook | a8 black rook · b8 black knight · c8 black bishop · d8 black queen · e8 black king · g8 black knight · h8 black rook · a7 black pawn · b7 black pawn · c7 black pawn · d7 black pawn · f7 black pawn · g7 black pawn · h7 black pawn · b4 black bishop · c4 white bishop · e4 white pawn · a2 white pawn · b2 white bishop · f2 white pawn · g2 white pawn · h2 white pawn · a1 white rook · b1 white knight · d1 white queen · e1 white king · g1 white knight · h1 white rook | a8 black rook · b8 black knight · c8 black bishop · d8 black queen · e8 black king · g8 black knight · h8 black rook · a7 black pawn · b7 black pawn · c7 black pawn · d7 black pawn · f7 black pawn · g7 black pawn · h7 black pawn · b4 black bishop · c4 white bishop · e4 white pawn · a2 white pawn · b2 white bishop · f2 white pawn · g2 white pawn · h2 white pawn · a1 white rook · b1 white knight · d1 white queen · e1 white king · g1 white knight · h1 white rook | a8 black rook · b8 black knight · c8 black bishop · d8 black queen · e8 black king · g8 black knight · h8 black rook · a7 black pawn · b7 black pawn · c7 black pawn · d7 black pawn · f7 black pawn · g7 black pawn · h7 black pawn · b4 black bishop · c4 white bishop · e4 white pawn · a2 white pawn · b2 white bishop · f2 white pawn · g2 white pawn · h2 white pawn · a1 white rook · b1 white knight · d1 white queen · e1 white king · g1 white knight · h1 white rook | a8 black rook · b8 black knight · c8 black bishop · d8 black queen · e8 black king · g8 black knight · h8 black rook · a7 black pawn · b7 black pawn · c7 black pawn · d7 black pawn · f7 black pawn · g7 black pawn · h7 black pawn · b4 black bishop · c4 white bishop · e4 white pawn · a2 white pawn · b2 white bishop · f2 white pawn · g2 white pawn · h2 white pawn · a1 white rook · b1 white knight · d1 white queen · e1 white king · g1 white knight · h1 white rook | a8 black rook · b8 black knight · c8 black bishop · d8 black queen · e8 black king · g8 black knight · h8 black rook · a7 black pawn · b7 black pawn · c7 black pawn · d7 black pawn · f7 black pawn · g7 black pawn · h7 black pawn · b4 black bishop · c4 white bishop · e4 white pawn · a2 white pawn · b2 white bishop · f2 white pawn · g2 white pawn · h2 white pawn · a1 white rook · b1 white knight · d1 white queen · e1 white king · g1 white knight · h1 white rook | 4 |
| 3 | a8 black rook · b8 black knight · c8 black bishop · d8 black queen · e8 black king · g8 black knight · h8 black rook · a7 black pawn · b7 black pawn · c7 black pawn · d7 black pawn · f7 black pawn · g7 black pawn · h7 black pawn · b4 black bishop · c4 white bishop · e4 white pawn · a2 white pawn · b2 white bishop · f2 white pawn · g2 white pawn · h2 white pawn · a1 white rook · b1 white knight · d1 white queen · e1 white king · g1 white knight · h1 white rook | a8 black rook · b8 black knight · c8 black bishop · d8 black queen · e8 black king · g8 black knight · h8 black rook · a7 black pawn · b7 black pawn · c7 black pawn · d7 black pawn · f7 black pawn · g7 black pawn · h7 black pawn · b4 black bishop · c4 white bishop · e4 white pawn · a2 white pawn · b2 white bishop · f2 white pawn · g2 white pawn · h2 white pawn · a1 white rook · b1 white knight · d1 white queen · e1 white king · g1 white knight · h1 white rook | a8 black rook · b8 black knight · c8 black bishop · d8 black queen · e8 black king · g8 black knight · h8 black rook · a7 black pawn · b7 black pawn · c7 black pawn · d7 black pawn · f7 black pawn · g7 black pawn · h7 black pawn · b4 black bishop · c4 white bishop · e4 white pawn · a2 white pawn · b2 white bishop · f2 white pawn · g2 white pawn · h2 white pawn · a1 white rook · b1 white knight · d1 white queen · e1 white king · g1 white knight · h1 white rook | a8 black rook · b8 black knight · c8 black bishop · d8 black queen · e8 black king · g8 black knight · h8 black rook · a7 black pawn · b7 black pawn · c7 black pawn · d7 black pawn · f7 black pawn · g7 black pawn · h7 black pawn · b4 black bishop · c4 white bishop · e4 white pawn · a2 white pawn · b2 white bishop · f2 white pawn · g2 white pawn · h2 white pawn · a1 white rook · b1 white knight · d1 white queen · e1 white king · g1 white knight · h1 white rook | a8 black rook · b8 black knight · c8 black bishop · d8 black queen · e8 black king · g8 black knight · h8 black rook · a7 black pawn · b7 black pawn · c7 black pawn · d7 black pawn · f7 black pawn · g7 black pawn · h7 black pawn · b4 black bishop · c4 white bishop · e4 white pawn · a2 white pawn · b2 white bishop · f2 white pawn · g2 white pawn · h2 white pawn · a1 white rook · b1 white knight · d1 white queen · e1 white king · g1 white knight · h1 white rook | a8 black rook · b8 black knight · c8 black bishop · d8 black queen · e8 black king · g8 black knight · h8 black rook · a7 black pawn · b7 black pawn · c7 black pawn · d7 black pawn · f7 black pawn · g7 black pawn · h7 black pawn · b4 black bishop · c4 white bishop · e4 white pawn · a2 white pawn · b2 white bishop · f2 white pawn · g2 white pawn · h2 white pawn · a1 white rook · b1 white knight · d1 white queen · e1 white king · g1 white knight · h1 white rook | a8 black rook · b8 black knight · c8 black bishop · d8 black queen · e8 black king · g8 black knight · h8 black rook · a7 black pawn · b7 black pawn · c7 black pawn · d7 black pawn · f7 black pawn · g7 black pawn · h7 black pawn · b4 black bishop · c4 white bishop · e4 white pawn · a2 white pawn · b2 white bishop · f2 white pawn · g2 white pawn · h2 white pawn · a1 white rook · b1 white knight · d1 white queen · e1 white king · g1 white knight · h1 white rook | a8 black rook · b8 black knight · c8 black bishop · d8 black queen · e8 black king · g8 black knight · h8 black rook · a7 black pawn · b7 black pawn · c7 black pawn · d7 black pawn · f7 black pawn · g7 black pawn · h7 black pawn · b4 black bishop · c4 white bishop · e4 white pawn · a2 white pawn · b2 white bishop · f2 white pawn · g2 white pawn · h2 white pawn · a1 white rook · b1 white knight · d1 white queen · e1 white king · g1 white knight · h1 white rook | 3 |
| 2 | a8 black rook · b8 black knight · c8 black bishop · d8 black queen · e8 black king · g8 black knight · h8 black rook · a7 black pawn · b7 black pawn · c7 black pawn · d7 black pawn · f7 black pawn · g7 black pawn · h7 black pawn · b4 black bishop · c4 white bishop · e4 white pawn · a2 white pawn · b2 white bishop · f2 white pawn · g2 white pawn · h2 white pawn · a1 white rook · b1 white knight · d1 white queen · e1 white king · g1 white knight · h1 white rook | a8 black rook · b8 black knight · c8 black bishop · d8 black queen · e8 black king · g8 black knight · h8 black rook · a7 black pawn · b7 black pawn · c7 black pawn · d7 black pawn · f7 black pawn · g7 black pawn · h7 black pawn · b4 black bishop · c4 white bishop · e4 white pawn · a2 white pawn · b2 white bishop · f2 white pawn · g2 white pawn · h2 white pawn · a1 white rook · b1 white knight · d1 white queen · e1 white king · g1 white knight · h1 white rook | a8 black rook · b8 black knight · c8 black bishop · d8 black queen · e8 black king · g8 black knight · h8 black rook · a7 black pawn · b7 black pawn · c7 black pawn · d7 black pawn · f7 black pawn · g7 black pawn · h7 black pawn · b4 black bishop · c4 white bishop · e4 white pawn · a2 white pawn · b2 white bishop · f2 white pawn · g2 white pawn · h2 white pawn · a1 white rook · b1 white knight · d1 white queen · e1 white king · g1 white knight · h1 white rook | a8 black rook · b8 black knight · c8 black bishop · d8 black queen · e8 black king · g8 black knight · h8 black rook · a7 black pawn · b7 black pawn · c7 black pawn · d7 black pawn · f7 black pawn · g7 black pawn · h7 black pawn · b4 black bishop · c4 white bishop · e4 white pawn · a2 white pawn · b2 white bishop · f2 white pawn · g2 white pawn · h2 white pawn · a1 white rook · b1 white knight · d1 white queen · e1 white king · g1 white knight · h1 white rook | a8 black rook · b8 black knight · c8 black bishop · d8 black queen · e8 black king · g8 black knight · h8 black rook · a7 black pawn · b7 black pawn · c7 black pawn · d7 black pawn · f7 black pawn · g7 black pawn · h7 black pawn · b4 black bishop · c4 white bishop · e4 white pawn · a2 white pawn · b2 white bishop · f2 white pawn · g2 white pawn · h2 white pawn · a1 white rook · b1 white knight · d1 white queen · e1 white king · g1 white knight · h1 white rook | a8 black rook · b8 black knight · c8 black bishop · d8 black queen · e8 black king · g8 black knight · h8 black rook · a7 black pawn · b7 black pawn · c7 black pawn · d7 black pawn · f7 black pawn · g7 black pawn · h7 black pawn · b4 black bishop · c4 white bishop · e4 white pawn · a2 white pawn · b2 white bishop · f2 white pawn · g2 white pawn · h2 white pawn · a1 white rook · b1 white knight · d1 white queen · e1 white king · g1 white knight · h1 white rook | a8 black rook · b8 black knight · c8 black bishop · d8 black queen · e8 black king · g8 black knight · h8 black rook · a7 black pawn · b7 black pawn · c7 black pawn · d7 black pawn · f7 black pawn · g7 black pawn · h7 black pawn · b4 black bishop · c4 white bishop · e4 white pawn · a2 white pawn · b2 white bishop · f2 white pawn · g2 white pawn · h2 white pawn · a1 white rook · b1 white knight · d1 white queen · e1 white king · g1 white knight · h1 white rook | a8 black rook · b8 black knight · c8 black bishop · d8 black queen · e8 black king · g8 black knight · h8 black rook · a7 black pawn · b7 black pawn · c7 black pawn · d7 black pawn · f7 black pawn · g7 black pawn · h7 black pawn · b4 black bishop · c4 white bishop · e4 white pawn · a2 white pawn · b2 white bishop · f2 white pawn · g2 white pawn · h2 white pawn · a1 white rook · b1 white knight · d1 white queen · e1 white king · g1 white knight · h1 white rook | 2 |
| 1 | a8 black rook · b8 black knight · c8 black bishop · d8 black queen · e8 black king · g8 black knight · h8 black rook · a7 black pawn · b7 black pawn · c7 black pawn · d7 black pawn · f7 black pawn · g7 black pawn · h7 black pawn · b4 black bishop · c4 white bishop · e4 white pawn · a2 white pawn · b2 white bishop · f2 white pawn · g2 white pawn · h2 white pawn · a1 white rook · b1 white knight · d1 white queen · e1 white king · g1 white knight · h1 white rook | a8 black rook · b8 black knight · c8 black bishop · d8 black queen · e8 black king · g8 black knight · h8 black rook · a7 black pawn · b7 black pawn · c7 black pawn · d7 black pawn · f7 black pawn · g7 black pawn · h7 black pawn · b4 black bishop · c4 white bishop · e4 white pawn · a2 white pawn · b2 white bishop · f2 white pawn · g2 white pawn · h2 white pawn · a1 white rook · b1 white knight · d1 white queen · e1 white king · g1 white knight · h1 white rook | a8 black rook · b8 black knight · c8 black bishop · d8 black queen · e8 black king · g8 black knight · h8 black rook · a7 black pawn · b7 black pawn · c7 black pawn · d7 black pawn · f7 black pawn · g7 black pawn · h7 black pawn · b4 black bishop · c4 white bishop · e4 white pawn · a2 white pawn · b2 white bishop · f2 white pawn · g2 white pawn · h2 white pawn · a1 white rook · b1 white knight · d1 white queen · e1 white king · g1 white knight · h1 white rook | a8 black rook · b8 black knight · c8 black bishop · d8 black queen · e8 black king · g8 black knight · h8 black rook · a7 black pawn · b7 black pawn · c7 black pawn · d7 black pawn · f7 black pawn · g7 black pawn · h7 black pawn · b4 black bishop · c4 white bishop · e4 white pawn · a2 white pawn · b2 white bishop · f2 white pawn · g2 white pawn · h2 white pawn · a1 white rook · b1 white knight · d1 white queen · e1 white king · g1 white knight · h1 white rook | a8 black rook · b8 black knight · c8 black bishop · d8 black queen · e8 black king · g8 black knight · h8 black rook · a7 black pawn · b7 black pawn · c7 black pawn · d7 black pawn · f7 black pawn · g7 black pawn · h7 black pawn · b4 black bishop · c4 white bishop · e4 white pawn · a2 white pawn · b2 white bishop · f2 white pawn · g2 white pawn · h2 white pawn · a1 white rook · b1 white knight · d1 white queen · e1 white king · g1 white knight · h1 white rook | a8 black rook · b8 black knight · c8 black bishop · d8 black queen · e8 black king · g8 black knight · h8 black rook · a7 black pawn · b7 black pawn · c7 black pawn · d7 black pawn · f7 black pawn · g7 black pawn · h7 black pawn · b4 black bishop · c4 white bishop · e4 white pawn · a2 white pawn · b2 white bishop · f2 white pawn · g2 white pawn · h2 white pawn · a1 white rook · b1 white knight · d1 white queen · e1 white king · g1 white knight · h1 white rook | a8 black rook · b8 black knight · c8 black bishop · d8 black queen · e8 black king · g8 black knight · h8 black rook · a7 black pawn · b7 black pawn · c7 black pawn · d7 black pawn · f7 black pawn · g7 black pawn · h7 black pawn · b4 black bishop · c4 white bishop · e4 white pawn · a2 white pawn · b2 white bishop · f2 white pawn · g2 white pawn · h2 white pawn · a1 white rook · b1 white knight · d1 white queen · e1 white king · g1 white knight · h1 white rook | a8 black rook · b8 black knight · c8 black bishop · d8 black queen · e8 black king · g8 black knight · h8 black rook · a7 black pawn · b7 black pawn · c7 black pawn · d7 black pawn · f7 black pawn · g7 black pawn · h7 black pawn · b4 black bishop · c4 white bishop · e4 white pawn · a2 white pawn · b2 white bishop · f2 white pawn · g2 white pawn · h2 white pawn · a1 white rook · b1 white knight · d1 white queen · e1 white king · g1 white knight · h1 white rook | 1 |
|   | a | b | c | d | e | f | g | h |   |

#### Шлехтерова одбрана
1. е4 е5 2. д4 е:д4 3. ц3 д:ц3 4. Лц4 ц:б2 5. Л:б2 д5
|   | a | b | c | d | e | f | g | h |   |
| 8 | a8 black rook · b8 black knight · c8 black bishop · d8 black queen · e8 black king · f8 black bishop · g8 black knight · h8 black rook · a7 black pawn · b7 black pawn · c7 black pawn · f7 black pawn · g7 black pawn · h7 black pawn · d5 black pawn · c4 white bishop · e4 white pawn · a2 white pawn · b2 white bishop · f2 white pawn · g2 white pawn · h2 white pawn · a1 white rook · b1 white knight · d1 white queen · e1 white king · g1 white knight · h1 white rook | a8 black rook · b8 black knight · c8 black bishop · d8 black queen · e8 black king · f8 black bishop · g8 black knight · h8 black rook · a7 black pawn · b7 black pawn · c7 black pawn · f7 black pawn · g7 black pawn · h7 black pawn · d5 black pawn · c4 white bishop · e4 white pawn · a2 white pawn · b2 white bishop · f2 white pawn · g2 white pawn · h2 white pawn · a1 white rook · b1 white knight · d1 white queen · e1 white king · g1 white knight · h1 white rook | a8 black rook · b8 black knight · c8 black bishop · d8 black queen · e8 black king · f8 black bishop · g8 black knight · h8 black rook · a7 black pawn · b7 black pawn · c7 black pawn · f7 black pawn · g7 black pawn · h7 black pawn · d5 black pawn · c4 white bishop · e4 white pawn · a2 white pawn · b2 white bishop · f2 white pawn · g2 white pawn · h2 white pawn · a1 white rook · b1 white knight · d1 white queen · e1 white king · g1 white knight · h1 white rook | a8 black rook · b8 black knight · c8 black bishop · d8 black queen · e8 black king · f8 black bishop · g8 black knight · h8 black rook · a7 black pawn · b7 black pawn · c7 black pawn · f7 black pawn · g7 black pawn · h7 black pawn · d5 black pawn · c4 white bishop · e4 white pawn · a2 white pawn · b2 white bishop · f2 white pawn · g2 white pawn · h2 white pawn · a1 white rook · b1 white knight · d1 white queen · e1 white king · g1 white knight · h1 white rook | a8 black rook · b8 black knight · c8 black bishop · d8 black queen · e8 black king · f8 black bishop · g8 black knight · h8 black rook · a7 black pawn · b7 black pawn · c7 black pawn · f7 black pawn · g7 black pawn · h7 black pawn · d5 black pawn · c4 white bishop · e4 white pawn · a2 white pawn · b2 white bishop · f2 white pawn · g2 white pawn · h2 white pawn · a1 white rook · b1 white knight · d1 white queen · e1 white king · g1 white knight · h1 white rook | a8 black rook · b8 black knight · c8 black bishop · d8 black queen · e8 black king · f8 black bishop · g8 black knight · h8 black rook · a7 black pawn · b7 black pawn · c7 black pawn · f7 black pawn · g7 black pawn · h7 black pawn · d5 black pawn · c4 white bishop · e4 white pawn · a2 white pawn · b2 white bishop · f2 white pawn · g2 white pawn · h2 white pawn · a1 white rook · b1 white knight · d1 white queen · e1 white king · g1 white knight · h1 white rook | a8 black rook · b8 black knight · c8 black bishop · d8 black queen · e8 black king · f8 black bishop · g8 black knight · h8 black rook · a7 black pawn · b7 black pawn · c7 black pawn · f7 black pawn · g7 black pawn · h7 black pawn · d5 black pawn · c4 white bishop · e4 white pawn · a2 white pawn · b2 white bishop · f2 white pawn · g2 white pawn · h2 white pawn · a1 white rook · b1 white knight · d1 white queen · e1 white king · g1 white knight · h1 white rook | a8 black rook · b8 black knight · c8 black bishop · d8 black queen · e8 black king · f8 black bishop · g8 black knight · h8 black rook · a7 black pawn · b7 black pawn · c7 black pawn · f7 black pawn · g7 black pawn · h7 black pawn · d5 black pawn · c4 white bishop · e4 white pawn · a2 white pawn · b2 white bishop · f2 white pawn · g2 white pawn · h2 white pawn · a1 white rook · b1 white knight · d1 white queen · e1 white king · g1 white knight · h1 white rook | 8 |
| 7 | a8 black rook · b8 black knight · c8 black bishop · d8 black queen · e8 black king · f8 black bishop · g8 black knight · h8 black rook · a7 black pawn · b7 black pawn · c7 black pawn · f7 black pawn · g7 black pawn · h7 black pawn · d5 black pawn · c4 white bishop · e4 white pawn · a2 white pawn · b2 white bishop · f2 white pawn · g2 white pawn · h2 white pawn · a1 white rook · b1 white knight · d1 white queen · e1 white king · g1 white knight · h1 white rook | a8 black rook · b8 black knight · c8 black bishop · d8 black queen · e8 black king · f8 black bishop · g8 black knight · h8 black rook · a7 black pawn · b7 black pawn · c7 black pawn · f7 black pawn · g7 black pawn · h7 black pawn · d5 black pawn · c4 white bishop · e4 white pawn · a2 white pawn · b2 white bishop · f2 white pawn · g2 white pawn · h2 white pawn · a1 white rook · b1 white knight · d1 white queen · e1 white king · g1 white knight · h1 white rook | a8 black rook · b8 black knight · c8 black bishop · d8 black queen · e8 black king · f8 black bishop · g8 black knight · h8 black rook · a7 black pawn · b7 black pawn · c7 black pawn · f7 black pawn · g7 black pawn · h7 black pawn · d5 black pawn · c4 white bishop · e4 white pawn · a2 white pawn · b2 white bishop · f2 white pawn · g2 white pawn · h2 white pawn · a1 white rook · b1 white knight · d1 white queen · e1 white king · g1 white knight · h1 white rook | a8 black rook · b8 black knight · c8 black bishop · d8 black queen · e8 black king · f8 black bishop · g8 black knight · h8 black rook · a7 black pawn · b7 black pawn · c7 black pawn · f7 black pawn · g7 black pawn · h7 black pawn · d5 black pawn · c4 white bishop · e4 white pawn · a2 white pawn · b2 white bishop · f2 white pawn · g2 white pawn · h2 white pawn · a1 white rook · b1 white knight · d1 white queen · e1 white king · g1 white knight · h1 white rook | a8 black rook · b8 black knight · c8 black bishop · d8 black queen · e8 black king · f8 black bishop · g8 black knight · h8 black rook · a7 black pawn · b7 black pawn · c7 black pawn · f7 black pawn · g7 black pawn · h7 black pawn · d5 black pawn · c4 white bishop · e4 white pawn · a2 white pawn · b2 white bishop · f2 white pawn · g2 white pawn · h2 white pawn · a1 white rook · b1 white knight · d1 white queen · e1 white king · g1 white knight · h1 white rook | a8 black rook · b8 black knight · c8 black bishop · d8 black queen · e8 black king · f8 black bishop · g8 black knight · h8 black rook · a7 black pawn · b7 black pawn · c7 black pawn · f7 black pawn · g7 black pawn · h7 black pawn · d5 black pawn · c4 white bishop · e4 white pawn · a2 white pawn · b2 white bishop · f2 white pawn · g2 white pawn · h2 white pawn · a1 white rook · b1 white knight · d1 white queen · e1 white king · g1 white knight · h1 white rook | a8 black rook · b8 black knight · c8 black bishop · d8 black queen · e8 black king · f8 black bishop · g8 black knight · h8 black rook · a7 black pawn · b7 black pawn · c7 black pawn · f7 black pawn · g7 black pawn · h7 black pawn · d5 black pawn · c4 white bishop · e4 white pawn · a2 white pawn · b2 white bishop · f2 white pawn · g2 white pawn · h2 white pawn · a1 white rook · b1 white knight · d1 white queen · e1 white king · g1 white knight · h1 white rook | a8 black rook · b8 black knight · c8 black bishop · d8 black queen · e8 black king · f8 black bishop · g8 black knight · h8 black rook · a7 black pawn · b7 black pawn · c7 black pawn · f7 black pawn · g7 black pawn · h7 black pawn · d5 black pawn · c4 white bishop · e4 white pawn · a2 white pawn · b2 white bishop · f2 white pawn · g2 white pawn · h2 white pawn · a1 white rook · b1 white knight · d1 white queen · e1 white king · g1 white knight · h1 white rook | 7 |
| 6 | a8 black rook · b8 black knight · c8 black bishop · d8 black queen · e8 black king · f8 black bishop · g8 black knight · h8 black rook · a7 black pawn · b7 black pawn · c7 black pawn · f7 black pawn · g7 black pawn · h7 black pawn · d5 black pawn · c4 white bishop · e4 white pawn · a2 white pawn · b2 white bishop · f2 white pawn · g2 white pawn · h2 white pawn · a1 white rook · b1 white knight · d1 white queen · e1 white king · g1 white knight · h1 white rook | a8 black rook · b8 black knight · c8 black bishop · d8 black queen · e8 black king · f8 black bishop · g8 black knight · h8 black rook · a7 black pawn · b7 black pawn · c7 black pawn · f7 black pawn · g7 black pawn · h7 black pawn · d5 black pawn · c4 white bishop · e4 white pawn · a2 white pawn · b2 white bishop · f2 white pawn · g2 white pawn · h2 white pawn · a1 white rook · b1 white knight · d1 white queen · e1 white king · g1 white knight · h1 white rook | a8 black rook · b8 black knight · c8 black bishop · d8 black queen · e8 black king · f8 black bishop · g8 black knight · h8 black rook · a7 black pawn · b7 black pawn · c7 black pawn · f7 black pawn · g7 black pawn · h7 black pawn · d5 black pawn · c4 white bishop · e4 white pawn · a2 white pawn · b2 white bishop · f2 white pawn · g2 white pawn · h2 white pawn · a1 white rook · b1 white knight · d1 white queen · e1 white king · g1 white knight · h1 white rook | a8 black rook · b8 black knight · c8 black bishop · d8 black queen · e8 black king · f8 black bishop · g8 black knight · h8 black rook · a7 black pawn · b7 black pawn · c7 black pawn · f7 black pawn · g7 black pawn · h7 black pawn · d5 black pawn · c4 white bishop · e4 white pawn · a2 white pawn · b2 white bishop · f2 white pawn · g2 white pawn · h2 white pawn · a1 white rook · b1 white knight · d1 white queen · e1 white king · g1 white knight · h1 white rook | a8 black rook · b8 black knight · c8 black bishop · d8 black queen · e8 black king · f8 black bishop · g8 black knight · h8 black rook · a7 black pawn · b7 black pawn · c7 black pawn · f7 black pawn · g7 black pawn · h7 black pawn · d5 black pawn · c4 white bishop · e4 white pawn · a2 white pawn · b2 white bishop · f2 white pawn · g2 white pawn · h2 white pawn · a1 white rook · b1 white knight · d1 white queen · e1 white king · g1 white knight · h1 white rook | a8 black rook · b8 black knight · c8 black bishop · d8 black queen · e8 black king · f8 black bishop · g8 black knight · h8 black rook · a7 black pawn · b7 black pawn · c7 black pawn · f7 black pawn · g7 black pawn · h7 black pawn · d5 black pawn · c4 white bishop · e4 white pawn · a2 white pawn · b2 white bishop · f2 white pawn · g2 white pawn · h2 white pawn · a1 white rook · b1 white knight · d1 white queen · e1 white king · g1 white knight · h1 white rook | a8 black rook · b8 black knight · c8 black bishop · d8 black queen · e8 black king · f8 black bishop · g8 black knight · h8 black rook · a7 black pawn · b7 black pawn · c7 black pawn · f7 black pawn · g7 black pawn · h7 black pawn · d5 black pawn · c4 white bishop · e4 white pawn · a2 white pawn · b2 white bishop · f2 white pawn · g2 white pawn · h2 white pawn · a1 white rook · b1 white knight · d1 white queen · e1 white king · g1 white knight · h1 white rook | a8 black rook · b8 black knight · c8 black bishop · d8 black queen · e8 black king · f8 black bishop · g8 black knight · h8 black rook · a7 black pawn · b7 black pawn · c7 black pawn · f7 black pawn · g7 black pawn · h7 black pawn · d5 black pawn · c4 white bishop · e4 white pawn · a2 white pawn · b2 white bishop · f2 white pawn · g2 white pawn · h2 white pawn · a1 white rook · b1 white knight · d1 white queen · e1 white king · g1 white knight · h1 white rook | 6 |
| 5 | a8 black rook · b8 black knight · c8 black bishop · d8 black queen · e8 black king · f8 black bishop · g8 black knight · h8 black rook · a7 black pawn · b7 black pawn · c7 black pawn · f7 black pawn · g7 black pawn · h7 black pawn · d5 black pawn · c4 white bishop · e4 white pawn · a2 white pawn · b2 white bishop · f2 white pawn · g2 white pawn · h2 white pawn · a1 white rook · b1 white knight · d1 white queen · e1 white king · g1 white knight · h1 white rook | a8 black rook · b8 black knight · c8 black bishop · d8 black queen · e8 black king · f8 black bishop · g8 black knight · h8 black rook · a7 black pawn · b7 black pawn · c7 black pawn · f7 black pawn · g7 black pawn · h7 black pawn · d5 black pawn · c4 white bishop · e4 white pawn · a2 white pawn · b2 white bishop · f2 white pawn · g2 white pawn · h2 white pawn · a1 white rook · b1 white knight · d1 white queen · e1 white king · g1 white knight · h1 white rook | a8 black rook · b8 black knight · c8 black bishop · d8 black queen · e8 black king · f8 black bishop · g8 black knight · h8 black rook · a7 black pawn · b7 black pawn · c7 black pawn · f7 black pawn · g7 black pawn · h7 black pawn · d5 black pawn · c4 white bishop · e4 white pawn · a2 white pawn · b2 white bishop · f2 white pawn · g2 white pawn · h2 white pawn · a1 white rook · b1 white knight · d1 white queen · e1 white king · g1 white knight · h1 white rook | a8 black rook · b8 black knight · c8 black bishop · d8 black queen · e8 black king · f8 black bishop · g8 black knight · h8 black rook · a7 black pawn · b7 black pawn · c7 black pawn · f7 black pawn · g7 black pawn · h7 black pawn · d5 black pawn · c4 white bishop · e4 white pawn · a2 white pawn · b2 white bishop · f2 white pawn · g2 white pawn · h2 white pawn · a1 white rook · b1 white knight · d1 white queen · e1 white king · g1 white knight · h1 white rook | a8 black rook · b8 black knight · c8 black bishop · d8 black queen · e8 black king · f8 black bishop · g8 black knight · h8 black rook · a7 black pawn · b7 black pawn · c7 black pawn · f7 black pawn · g7 black pawn · h7 black pawn · d5 black pawn · c4 white bishop · e4 white pawn · a2 white pawn · b2 white bishop · f2 white pawn · g2 white pawn · h2 white pawn · a1 white rook · b1 white knight · d1 white queen · e1 white king · g1 white knight · h1 white rook | a8 black rook · b8 black knight · c8 black bishop · d8 black queen · e8 black king · f8 black bishop · g8 black knight · h8 black rook · a7 black pawn · b7 black pawn · c7 black pawn · f7 black pawn · g7 black pawn · h7 black pawn · d5 black pawn · c4 white bishop · e4 white pawn · a2 white pawn · b2 white bishop · f2 white pawn · g2 white pawn · h2 white pawn · a1 white rook · b1 white knight · d1 white queen · e1 white king · g1 white knight · h1 white rook | a8 black rook · b8 black knight · c8 black bishop · d8 black queen · e8 black king · f8 black bishop · g8 black knight · h8 black rook · a7 black pawn · b7 black pawn · c7 black pawn · f7 black pawn · g7 black pawn · h7 black pawn · d5 black pawn · c4 white bishop · e4 white pawn · a2 white pawn · b2 white bishop · f2 white pawn · g2 white pawn · h2 white pawn · a1 white rook · b1 white knight · d1 white queen · e1 white king · g1 white knight · h1 white rook | a8 black rook · b8 black knight · c8 black bishop · d8 black queen · e8 black king · f8 black bishop · g8 black knight · h8 black rook · a7 black pawn · b7 black pawn · c7 black pawn · f7 black pawn · g7 black pawn · h7 black pawn · d5 black pawn · c4 white bishop · e4 white pawn · a2 white pawn · b2 white bishop · f2 white pawn · g2 white pawn · h2 white pawn · a1 white rook · b1 white knight · d1 white queen · e1 white king · g1 white knight · h1 white rook | 5 |
| 4 | a8 black rook · b8 black knight · c8 black bishop · d8 black queen · e8 black king · f8 black bishop · g8 black knight · h8 black rook · a7 black pawn · b7 black pawn · c7 black pawn · f7 black pawn · g7 black pawn · h7 black pawn · d5 black pawn · c4 white bishop · e4 white pawn · a2 white pawn · b2 white bishop · f2 white pawn · g2 white pawn · h2 white pawn · a1 white rook · b1 white knight · d1 white queen · e1 white king · g1 white knight · h1 white rook | a8 black rook · b8 black knight · c8 black bishop · d8 black queen · e8 black king · f8 black bishop · g8 black knight · h8 black rook · a7 black pawn · b7 black pawn · c7 black pawn · f7 black pawn · g7 black pawn · h7 black pawn · d5 black pawn · c4 white bishop · e4 white pawn · a2 white pawn · b2 white bishop · f2 white pawn · g2 white pawn · h2 white pawn · a1 white rook · b1 white knight · d1 white queen · e1 white king · g1 white knight · h1 white rook | a8 black rook · b8 black knight · c8 black bishop · d8 black queen · e8 black king · f8 black bishop · g8 black knight · h8 black rook · a7 black pawn · b7 black pawn · c7 black pawn · f7 black pawn · g7 black pawn · h7 black pawn · d5 black pawn · c4 white bishop · e4 white pawn · a2 white pawn · b2 white bishop · f2 white pawn · g2 white pawn · h2 white pawn · a1 white rook · b1 white knight · d1 white queen · e1 white king · g1 white knight · h1 white rook | a8 black rook · b8 black knight · c8 black bishop · d8 black queen · e8 black king · f8 black bishop · g8 black knight · h8 black rook · a7 black pawn · b7 black pawn · c7 black pawn · f7 black pawn · g7 black pawn · h7 black pawn · d5 black pawn · c4 white bishop · e4 white pawn · a2 white pawn · b2 white bishop · f2 white pawn · g2 white pawn · h2 white pawn · a1 white rook · b1 white knight · d1 white queen · e1 white king · g1 white knight · h1 white rook | a8 black rook · b8 black knight · c8 black bishop · d8 black queen · e8 black king · f8 black bishop · g8 black knight · h8 black rook · a7 black pawn · b7 black pawn · c7 black pawn · f7 black pawn · g7 black pawn · h7 black pawn · d5 black pawn · c4 white bishop · e4 white pawn · a2 white pawn · b2 white bishop · f2 white pawn · g2 white pawn · h2 white pawn · a1 white rook · b1 white knight · d1 white queen · e1 white king · g1 white knight · h1 white rook | a8 black rook · b8 black knight · c8 black bishop · d8 black queen · e8 black king · f8 black bishop · g8 black knight · h8 black rook · a7 black pawn · b7 black pawn · c7 black pawn · f7 black pawn · g7 black pawn · h7 black pawn · d5 black pawn · c4 white bishop · e4 white pawn · a2 white pawn · b2 white bishop · f2 white pawn · g2 white pawn · h2 white pawn · a1 white rook · b1 white knight · d1 white queen · e1 white king · g1 white knight · h1 white rook | a8 black rook · b8 black knight · c8 black bishop · d8 black queen · e8 black king · f8 black bishop · g8 black knight · h8 black rook · a7 black pawn · b7 black pawn · c7 black pawn · f7 black pawn · g7 black pawn · h7 black pawn · d5 black pawn · c4 white bishop · e4 white pawn · a2 white pawn · b2 white bishop · f2 white pawn · g2 white pawn · h2 white pawn · a1 white rook · b1 white knight · d1 white queen · e1 white king · g1 white knight · h1 white rook | a8 black rook · b8 black knight · c8 black bishop · d8 black queen · e8 black king · f8 black bishop · g8 black knight · h8 black rook · a7 black pawn · b7 black pawn · c7 black pawn · f7 black pawn · g7 black pawn · h7 black pawn · d5 black pawn · c4 white bishop · e4 white pawn · a2 white pawn · b2 white bishop · f2 white pawn · g2 white pawn · h2 white pawn · a1 white rook · b1 white knight · d1 white queen · e1 white king · g1 white knight · h1 white rook | 4 |
| 3 | a8 black rook · b8 black knight · c8 black bishop · d8 black queen · e8 black king · f8 black bishop · g8 black knight · h8 black rook · a7 black pawn · b7 black pawn · c7 black pawn · f7 black pawn · g7 black pawn · h7 black pawn · d5 black pawn · c4 white bishop · e4 white pawn · a2 white pawn · b2 white bishop · f2 white pawn · g2 white pawn · h2 white pawn · a1 white rook · b1 white knight · d1 white queen · e1 white king · g1 white knight · h1 white rook | a8 black rook · b8 black knight · c8 black bishop · d8 black queen · e8 black king · f8 black bishop · g8 black knight · h8 black rook · a7 black pawn · b7 black pawn · c7 black pawn · f7 black pawn · g7 black pawn · h7 black pawn · d5 black pawn · c4 white bishop · e4 white pawn · a2 white pawn · b2 white bishop · f2 white pawn · g2 white pawn · h2 white pawn · a1 white rook · b1 white knight · d1 white queen · e1 white king · g1 white knight · h1 white rook | a8 black rook · b8 black knight · c8 black bishop · d8 black queen · e8 black king · f8 black bishop · g8 black knight · h8 black rook · a7 black pawn · b7 black pawn · c7 black pawn · f7 black pawn · g7 black pawn · h7 black pawn · d5 black pawn · c4 white bishop · e4 white pawn · a2 white pawn · b2 white bishop · f2 white pawn · g2 white pawn · h2 white pawn · a1 white rook · b1 white knight · d1 white queen · e1 white king · g1 white knight · h1 white rook | a8 black rook · b8 black knight · c8 black bishop · d8 black queen · e8 black king · f8 black bishop · g8 black knight · h8 black rook · a7 black pawn · b7 black pawn · c7 black pawn · f7 black pawn · g7 black pawn · h7 black pawn · d5 black pawn · c4 white bishop · e4 white pawn · a2 white pawn · b2 white bishop · f2 white pawn · g2 white pawn · h2 white pawn · a1 white rook · b1 white knight · d1 white queen · e1 white king · g1 white knight · h1 white rook | a8 black rook · b8 black knight · c8 black bishop · d8 black queen · e8 black king · f8 black bishop · g8 black knight · h8 black rook · a7 black pawn · b7 black pawn · c7 black pawn · f7 black pawn · g7 black pawn · h7 black pawn · d5 black pawn · c4 white bishop · e4 white pawn · a2 white pawn · b2 white bishop · f2 white pawn · g2 white pawn · h2 white pawn · a1 white rook · b1 white knight · d1 white queen · e1 white king · g1 white knight · h1 white rook | a8 black rook · b8 black knight · c8 black bishop · d8 black queen · e8 black king · f8 black bishop · g8 black knight · h8 black rook · a7 black pawn · b7 black pawn · c7 black pawn · f7 black pawn · g7 black pawn · h7 black pawn · d5 black pawn · c4 white bishop · e4 white pawn · a2 white pawn · b2 white bishop · f2 white pawn · g2 white pawn · h2 white pawn · a1 white rook · b1 white knight · d1 white queen · e1 white king · g1 white knight · h1 white rook | a8 black rook · b8 black knight · c8 black bishop · d8 black queen · e8 black king · f8 black bishop · g8 black knight · h8 black rook · a7 black pawn · b7 black pawn · c7 black pawn · f7 black pawn · g7 black pawn · h7 black pawn · d5 black pawn · c4 white bishop · e4 white pawn · a2 white pawn · b2 white bishop · f2 white pawn · g2 white pawn · h2 white pawn · a1 white rook · b1 white knight · d1 white queen · e1 white king · g1 white knight · h1 white rook | a8 black rook · b8 black knight · c8 black bishop · d8 black queen · e8 black king · f8 black bishop · g8 black knight · h8 black rook · a7 black pawn · b7 black pawn · c7 black pawn · f7 black pawn · g7 black pawn · h7 black pawn · d5 black pawn · c4 white bishop · e4 white pawn · a2 white pawn · b2 white bishop · f2 white pawn · g2 white pawn · h2 white pawn · a1 white rook · b1 white knight · d1 white queen · e1 white king · g1 white knight · h1 white rook | 3 |
| 2 | a8 black rook · b8 black knight · c8 black bishop · d8 black queen · e8 black king · f8 black bishop · g8 black knight · h8 black rook · a7 black pawn · b7 black pawn · c7 black pawn · f7 black pawn · g7 black pawn · h7 black pawn · d5 black pawn · c4 white bishop · e4 white pawn · a2 white pawn · b2 white bishop · f2 white pawn · g2 white pawn · h2 white pawn · a1 white rook · b1 white knight · d1 white queen · e1 white king · g1 white knight · h1 white rook | a8 black rook · b8 black knight · c8 black bishop · d8 black queen · e8 black king · f8 black bishop · g8 black knight · h8 black rook · a7 black pawn · b7 black pawn · c7 black pawn · f7 black pawn · g7 black pawn · h7 black pawn · d5 black pawn · c4 white bishop · e4 white pawn · a2 white pawn · b2 white bishop · f2 white pawn · g2 white pawn · h2 white pawn · a1 white rook · b1 white knight · d1 white queen · e1 white king · g1 white knight · h1 white rook | a8 black rook · b8 black knight · c8 black bishop · d8 black queen · e8 black king · f8 black bishop · g8 black knight · h8 black rook · a7 black pawn · b7 black pawn · c7 black pawn · f7 black pawn · g7 black pawn · h7 black pawn · d5 black pawn · c4 white bishop · e4 white pawn · a2 white pawn · b2 white bishop · f2 white pawn · g2 white pawn · h2 white pawn · a1 white rook · b1 white knight · d1 white queen · e1 white king · g1 white knight · h1 white rook | a8 black rook · b8 black knight · c8 black bishop · d8 black queen · e8 black king · f8 black bishop · g8 black knight · h8 black rook · a7 black pawn · b7 black pawn · c7 black pawn · f7 black pawn · g7 black pawn · h7 black pawn · d5 black pawn · c4 white bishop · e4 white pawn · a2 white pawn · b2 white bishop · f2 white pawn · g2 white pawn · h2 white pawn · a1 white rook · b1 white knight · d1 white queen · e1 white king · g1 white knight · h1 white rook | a8 black rook · b8 black knight · c8 black bishop · d8 black queen · e8 black king · f8 black bishop · g8 black knight · h8 black rook · a7 black pawn · b7 black pawn · c7 black pawn · f7 black pawn · g7 black pawn · h7 black pawn · d5 black pawn · c4 white bishop · e4 white pawn · a2 white pawn · b2 white bishop · f2 white pawn · g2 white pawn · h2 white pawn · a1 white rook · b1 white knight · d1 white queen · e1 white king · g1 white knight · h1 white rook | a8 black rook · b8 black knight · c8 black bishop · d8 black queen · e8 black king · f8 black bishop · g8 black knight · h8 black rook · a7 black pawn · b7 black pawn · c7 black pawn · f7 black pawn · g7 black pawn · h7 black pawn · d5 black pawn · c4 white bishop · e4 white pawn · a2 white pawn · b2 white bishop · f2 white pawn · g2 white pawn · h2 white pawn · a1 white rook · b1 white knight · d1 white queen · e1 white king · g1 white knight · h1 white rook | a8 black rook · b8 black knight · c8 black bishop · d8 black queen · e8 black king · f8 black bishop · g8 black knight · h8 black rook · a7 black pawn · b7 black pawn · c7 black pawn · f7 black pawn · g7 black pawn · h7 black pawn · d5 black pawn · c4 white bishop · e4 white pawn · a2 white pawn · b2 white bishop · f2 white pawn · g2 white pawn · h2 white pawn · a1 white rook · b1 white knight · d1 white queen · e1 white king · g1 white knight · h1 white rook | a8 black rook · b8 black knight · c8 black bishop · d8 black queen · e8 black king · f8 black bishop · g8 black knight · h8 black rook · a7 black pawn · b7 black pawn · c7 black pawn · f7 black pawn · g7 black pawn · h7 black pawn · d5 black pawn · c4 white bishop · e4 white pawn · a2 white pawn · b2 white bishop · f2 white pawn · g2 white pawn · h2 white pawn · a1 white rook · b1 white knight · d1 white queen · e1 white king · g1 white knight · h1 white rook | 2 |
| 1 | a8 black rook · b8 black knight · c8 black bishop · d8 black queen · e8 black king · f8 black bishop · g8 black knight · h8 black rook · a7 black pawn · b7 black pawn · c7 black pawn · f7 black pawn · g7 black pawn · h7 black pawn · d5 black pawn · c4 white bishop · e4 white pawn · a2 white pawn · b2 white bishop · f2 white pawn · g2 white pawn · h2 white pawn · a1 white rook · b1 white knight · d1 white queen · e1 white king · g1 white knight · h1 white rook | a8 black rook · b8 black knight · c8 black bishop · d8 black queen · e8 black king · f8 black bishop · g8 black knight · h8 black rook · a7 black pawn · b7 black pawn · c7 black pawn · f7 black pawn · g7 black pawn · h7 black pawn · d5 black pawn · c4 white bishop · e4 white pawn · a2 white pawn · b2 white bishop · f2 white pawn · g2 white pawn · h2 white pawn · a1 white rook · b1 white knight · d1 white queen · e1 white king · g1 white knight · h1 white rook | a8 black rook · b8 black knight · c8 black bishop · d8 black queen · e8 black king · f8 black bishop · g8 black knight · h8 black rook · a7 black pawn · b7 black pawn · c7 black pawn · f7 black pawn · g7 black pawn · h7 black pawn · d5 black pawn · c4 white bishop · e4 white pawn · a2 white pawn · b2 white bishop · f2 white pawn · g2 white pawn · h2 white pawn · a1 white rook · b1 white knight · d1 white queen · e1 white king · g1 white knight · h1 white rook | a8 black rook · b8 black knight · c8 black bishop · d8 black queen · e8 black king · f8 black bishop · g8 black knight · h8 black rook · a7 black pawn · b7 black pawn · c7 black pawn · f7 black pawn · g7 black pawn · h7 black pawn · d5 black pawn · c4 white bishop · e4 white pawn · a2 white pawn · b2 white bishop · f2 white pawn · g2 white pawn · h2 white pawn · a1 white rook · b1 white knight · d1 white queen · e1 white king · g1 white knight · h1 white rook | a8 black rook · b8 black knight · c8 black bishop · d8 black queen · e8 black king · f8 black bishop · g8 black knight · h8 black rook · a7 black pawn · b7 black pawn · c7 black pawn · f7 black pawn · g7 black pawn · h7 black pawn · d5 black pawn · c4 white bishop · e4 white pawn · a2 white pawn · b2 white bishop · f2 white pawn · g2 white pawn · h2 white pawn · a1 white rook · b1 white knight · d1 white queen · e1 white king · g1 white knight · h1 white rook | a8 black rook · b8 black knight · c8 black bishop · d8 black queen · e8 black king · f8 black bishop · g8 black knight · h8 black rook · a7 black pawn · b7 black pawn · c7 black pawn · f7 black pawn · g7 black pawn · h7 black pawn · d5 black pawn · c4 white bishop · e4 white pawn · a2 white pawn · b2 white bishop · f2 white pawn · g2 white pawn · h2 white pawn · a1 white rook · b1 white knight · d1 white queen · e1 white king · g1 white knight · h1 white rook | a8 black rook · b8 black knight · c8 black bishop · d8 black queen · e8 black king · f8 black bishop · g8 black knight · h8 black rook · a7 black pawn · b7 black pawn · c7 black pawn · f7 black pawn · g7 black pawn · h7 black pawn · d5 black pawn · c4 white bishop · e4 white pawn · a2 white pawn · b2 white bishop · f2 white pawn · g2 white pawn · h2 white pawn · a1 white rook · b1 white knight · d1 white queen · e1 white king · g1 white knight · h1 white rook | a8 black rook · b8 black knight · c8 black bishop · d8 black queen · e8 black king · f8 black bishop · g8 black knight · h8 black rook · a7 black pawn · b7 black pawn · c7 black pawn · f7 black pawn · g7 black pawn · h7 black pawn · d5 black pawn · c4 white bishop · e4 white pawn · a2 white pawn · b2 white bishop · f2 white pawn · g2 white pawn · h2 white pawn · a1 white rook · b1 white knight · d1 white queen · e1 white king · g1 white knight · h1 white rook | 1 |
|   | a | b | c | d | e | f | g | h |   |

### Дански гамбит одбијени
1. е4 е5 2. д4 е:д4 3. ц3 д5
|   | a | b | c | d | e | f | g | h |   |
| 8 | a8 black rook · b8 black knight · c8 black bishop · d8 black queen · e8 black king · f8 black bishop · g8 black knight · h8 black rook · a7 black pawn · b7 black pawn · c7 black pawn · f7 black pawn · g7 black pawn · h7 black pawn · d5 black pawn · d4 black pawn · e4 white pawn · c3 white pawn · a2 white pawn · b2 white pawn · f2 white pawn · g2 white pawn · h2 white pawn · a1 white rook · b1 white knight · c1 white bishop · d1 white queen · e1 white king · f1 white bishop · g1 white knight · h1 white rook | a8 black rook · b8 black knight · c8 black bishop · d8 black queen · e8 black king · f8 black bishop · g8 black knight · h8 black rook · a7 black pawn · b7 black pawn · c7 black pawn · f7 black pawn · g7 black pawn · h7 black pawn · d5 black pawn · d4 black pawn · e4 white pawn · c3 white pawn · a2 white pawn · b2 white pawn · f2 white pawn · g2 white pawn · h2 white pawn · a1 white rook · b1 white knight · c1 white bishop · d1 white queen · e1 white king · f1 white bishop · g1 white knight · h1 white rook | a8 black rook · b8 black knight · c8 black bishop · d8 black queen · e8 black king · f8 black bishop · g8 black knight · h8 black rook · a7 black pawn · b7 black pawn · c7 black pawn · f7 black pawn · g7 black pawn · h7 black pawn · d5 black pawn · d4 black pawn · e4 white pawn · c3 white pawn · a2 white pawn · b2 white pawn · f2 white pawn · g2 white pawn · h2 white pawn · a1 white rook · b1 white knight · c1 white bishop · d1 white queen · e1 white king · f1 white bishop · g1 white knight · h1 white rook | a8 black rook · b8 black knight · c8 black bishop · d8 black queen · e8 black king · f8 black bishop · g8 black knight · h8 black rook · a7 black pawn · b7 black pawn · c7 black pawn · f7 black pawn · g7 black pawn · h7 black pawn · d5 black pawn · d4 black pawn · e4 white pawn · c3 white pawn · a2 white pawn · b2 white pawn · f2 white pawn · g2 white pawn · h2 white pawn · a1 white rook · b1 white knight · c1 white bishop · d1 white queen · e1 white king · f1 white bishop · g1 white knight · h1 white rook | a8 black rook · b8 black knight · c8 black bishop · d8 black queen · e8 black king · f8 black bishop · g8 black knight · h8 black rook · a7 black pawn · b7 black pawn · c7 black pawn · f7 black pawn · g7 black pawn · h7 black pawn · d5 black pawn · d4 black pawn · e4 white pawn · c3 white pawn · a2 white pawn · b2 white pawn · f2 white pawn · g2 white pawn · h2 white pawn · a1 white rook · b1 white knight · c1 white bishop · d1 white queen · e1 white king · f1 white bishop · g1 white knight · h1 white rook | a8 black rook · b8 black knight · c8 black bishop · d8 black queen · e8 black king · f8 black bishop · g8 black knight · h8 black rook · a7 black pawn · b7 black pawn · c7 black pawn · f7 black pawn · g7 black pawn · h7 black pawn · d5 black pawn · d4 black pawn · e4 white pawn · c3 white pawn · a2 white pawn · b2 white pawn · f2 white pawn · g2 white pawn · h2 white pawn · a1 white rook · b1 white knight · c1 white bishop · d1 white queen · e1 white king · f1 white bishop · g1 white knight · h1 white rook | a8 black rook · b8 black knight · c8 black bishop · d8 black queen · e8 black king · f8 black bishop · g8 black knight · h8 black rook · a7 black pawn · b7 black pawn · c7 black pawn · f7 black pawn · g7 black pawn · h7 black pawn · d5 black pawn · d4 black pawn · e4 white pawn · c3 white pawn · a2 white pawn · b2 white pawn · f2 white pawn · g2 white pawn · h2 white pawn · a1 white rook · b1 white knight · c1 white bishop · d1 white queen · e1 white king · f1 white bishop · g1 white knight · h1 white rook | a8 black rook · b8 black knight · c8 black bishop · d8 black queen · e8 black king · f8 black bishop · g8 black knight · h8 black rook · a7 black pawn · b7 black pawn · c7 black pawn · f7 black pawn · g7 black pawn · h7 black pawn · d5 black pawn · d4 black pawn · e4 white pawn · c3 white pawn · a2 white pawn · b2 white pawn · f2 white pawn · g2 white pawn · h2 white pawn · a1 white rook · b1 white knight · c1 white bishop · d1 white queen · e1 white king · f1 white bishop · g1 white knight · h1 white rook | 8 |
| 7 | a8 black rook · b8 black knight · c8 black bishop · d8 black queen · e8 black king · f8 black bishop · g8 black knight · h8 black rook · a7 black pawn · b7 black pawn · c7 black pawn · f7 black pawn · g7 black pawn · h7 black pawn · d5 black pawn · d4 black pawn · e4 white pawn · c3 white pawn · a2 white pawn · b2 white pawn · f2 white pawn · g2 white pawn · h2 white pawn · a1 white rook · b1 white knight · c1 white bishop · d1 white queen · e1 white king · f1 white bishop · g1 white knight · h1 white rook | a8 black rook · b8 black knight · c8 black bishop · d8 black queen · e8 black king · f8 black bishop · g8 black knight · h8 black rook · a7 black pawn · b7 black pawn · c7 black pawn · f7 black pawn · g7 black pawn · h7 black pawn · d5 black pawn · d4 black pawn · e4 white pawn · c3 white pawn · a2 white pawn · b2 white pawn · f2 white pawn · g2 white pawn · h2 white pawn · a1 white rook · b1 white knight · c1 white bishop · d1 white queen · e1 white king · f1 white bishop · g1 white knight · h1 white rook | a8 black rook · b8 black knight · c8 black bishop · d8 black queen · e8 black king · f8 black bishop · g8 black knight · h8 black rook · a7 black pawn · b7 black pawn · c7 black pawn · f7 black pawn · g7 black pawn · h7 black pawn · d5 black pawn · d4 black pawn · e4 white pawn · c3 white pawn · a2 white pawn · b2 white pawn · f2 white pawn · g2 white pawn · h2 white pawn · a1 white rook · b1 white knight · c1 white bishop · d1 white queen · e1 white king · f1 white bishop · g1 white knight · h1 white rook | a8 black rook · b8 black knight · c8 black bishop · d8 black queen · e8 black king · f8 black bishop · g8 black knight · h8 black rook · a7 black pawn · b7 black pawn · c7 black pawn · f7 black pawn · g7 black pawn · h7 black pawn · d5 black pawn · d4 black pawn · e4 white pawn · c3 white pawn · a2 white pawn · b2 white pawn · f2 white pawn · g2 white pawn · h2 white pawn · a1 white rook · b1 white knight · c1 white bishop · d1 white queen · e1 white king · f1 white bishop · g1 white knight · h1 white rook | a8 black rook · b8 black knight · c8 black bishop · d8 black queen · e8 black king · f8 black bishop · g8 black knight · h8 black rook · a7 black pawn · b7 black pawn · c7 black pawn · f7 black pawn · g7 black pawn · h7 black pawn · d5 black pawn · d4 black pawn · e4 white pawn · c3 white pawn · a2 white pawn · b2 white pawn · f2 white pawn · g2 white pawn · h2 white pawn · a1 white rook · b1 white knight · c1 white bishop · d1 white queen · e1 white king · f1 white bishop · g1 white knight · h1 white rook | a8 black rook · b8 black knight · c8 black bishop · d8 black queen · e8 black king · f8 black bishop · g8 black knight · h8 black rook · a7 black pawn · b7 black pawn · c7 black pawn · f7 black pawn · g7 black pawn · h7 black pawn · d5 black pawn · d4 black pawn · e4 white pawn · c3 white pawn · a2 white pawn · b2 white pawn · f2 white pawn · g2 white pawn · h2 white pawn · a1 white rook · b1 white knight · c1 white bishop · d1 white queen · e1 white king · f1 white bishop · g1 white knight · h1 white rook | a8 black rook · b8 black knight · c8 black bishop · d8 black queen · e8 black king · f8 black bishop · g8 black knight · h8 black rook · a7 black pawn · b7 black pawn · c7 black pawn · f7 black pawn · g7 black pawn · h7 black pawn · d5 black pawn · d4 black pawn · e4 white pawn · c3 white pawn · a2 white pawn · b2 white pawn · f2 white pawn · g2 white pawn · h2 white pawn · a1 white rook · b1 white knight · c1 white bishop · d1 white queen · e1 white king · f1 white bishop · g1 white knight · h1 white rook | a8 black rook · b8 black knight · c8 black bishop · d8 black queen · e8 black king · f8 black bishop · g8 black knight · h8 black rook · a7 black pawn · b7 black pawn · c7 black pawn · f7 black pawn · g7 black pawn · h7 black pawn · d5 black pawn · d4 black pawn · e4 white pawn · c3 white pawn · a2 white pawn · b2 white pawn · f2 white pawn · g2 white pawn · h2 white pawn · a1 white rook · b1 white knight · c1 white bishop · d1 white queen · e1 white king · f1 white bishop · g1 white knight · h1 white rook | 7 |
| 6 | a8 black rook · b8 black knight · c8 black bishop · d8 black queen · e8 black king · f8 black bishop · g8 black knight · h8 black rook · a7 black pawn · b7 black pawn · c7 black pawn · f7 black pawn · g7 black pawn · h7 black pawn · d5 black pawn · d4 black pawn · e4 white pawn · c3 white pawn · a2 white pawn · b2 white pawn · f2 white pawn · g2 white pawn · h2 white pawn · a1 white rook · b1 white knight · c1 white bishop · d1 white queen · e1 white king · f1 white bishop · g1 white knight · h1 white rook | a8 black rook · b8 black knight · c8 black bishop · d8 black queen · e8 black king · f8 black bishop · g8 black knight · h8 black rook · a7 black pawn · b7 black pawn · c7 black pawn · f7 black pawn · g7 black pawn · h7 black pawn · d5 black pawn · d4 black pawn · e4 white pawn · c3 white pawn · a2 white pawn · b2 white pawn · f2 white pawn · g2 white pawn · h2 white pawn · a1 white rook · b1 white knight · c1 white bishop · d1 white queen · e1 white king · f1 white bishop · g1 white knight · h1 white rook | a8 black rook · b8 black knight · c8 black bishop · d8 black queen · e8 black king · f8 black bishop · g8 black knight · h8 black rook · a7 black pawn · b7 black pawn · c7 black pawn · f7 black pawn · g7 black pawn · h7 black pawn · d5 black pawn · d4 black pawn · e4 white pawn · c3 white pawn · a2 white pawn · b2 white pawn · f2 white pawn · g2 white pawn · h2 white pawn · a1 white rook · b1 white knight · c1 white bishop · d1 white queen · e1 white king · f1 white bishop · g1 white knight · h1 white rook | a8 black rook · b8 black knight · c8 black bishop · d8 black queen · e8 black king · f8 black bishop · g8 black knight · h8 black rook · a7 black pawn · b7 black pawn · c7 black pawn · f7 black pawn · g7 black pawn · h7 black pawn · d5 black pawn · d4 black pawn · e4 white pawn · c3 white pawn · a2 white pawn · b2 white pawn · f2 white pawn · g2 white pawn · h2 white pawn · a1 white rook · b1 white knight · c1 white bishop · d1 white queen · e1 white king · f1 white bishop · g1 white knight · h1 white rook | a8 black rook · b8 black knight · c8 black bishop · d8 black queen · e8 black king · f8 black bishop · g8 black knight · h8 black rook · a7 black pawn · b7 black pawn · c7 black pawn · f7 black pawn · g7 black pawn · h7 black pawn · d5 black pawn · d4 black pawn · e4 white pawn · c3 white pawn · a2 white pawn · b2 white pawn · f2 white pawn · g2 white pawn · h2 white pawn · a1 white rook · b1 white knight · c1 white bishop · d1 white queen · e1 white king · f1 white bishop · g1 white knight · h1 white rook | a8 black rook · b8 black knight · c8 black bishop · d8 black queen · e8 black king · f8 black bishop · g8 black knight · h8 black rook · a7 black pawn · b7 black pawn · c7 black pawn · f7 black pawn · g7 black pawn · h7 black pawn · d5 black pawn · d4 black pawn · e4 white pawn · c3 white pawn · a2 white pawn · b2 white pawn · f2 white pawn · g2 white pawn · h2 white pawn · a1 white rook · b1 white knight · c1 white bishop · d1 white queen · e1 white king · f1 white bishop · g1 white knight · h1 white rook | a8 black rook · b8 black knight · c8 black bishop · d8 black queen · e8 black king · f8 black bishop · g8 black knight · h8 black rook · a7 black pawn · b7 black pawn · c7 black pawn · f7 black pawn · g7 black pawn · h7 black pawn · d5 black pawn · d4 black pawn · e4 white pawn · c3 white pawn · a2 white pawn · b2 white pawn · f2 white pawn · g2 white pawn · h2 white pawn · a1 white rook · b1 white knight · c1 white bishop · d1 white queen · e1 white king · f1 white bishop · g1 white knight · h1 white rook | a8 black rook · b8 black knight · c8 black bishop · d8 black queen · e8 black king · f8 black bishop · g8 black knight · h8 black rook · a7 black pawn · b7 black pawn · c7 black pawn · f7 black pawn · g7 black pawn · h7 black pawn · d5 black pawn · d4 black pawn · e4 white pawn · c3 white pawn · a2 white pawn · b2 white pawn · f2 white pawn · g2 white pawn · h2 white pawn · a1 white rook · b1 white knight · c1 white bishop · d1 white queen · e1 white king · f1 white bishop · g1 white knight · h1 white rook | 6 |
| 5 | a8 black rook · b8 black knight · c8 black bishop · d8 black queen · e8 black king · f8 black bishop · g8 black knight · h8 black rook · a7 black pawn · b7 black pawn · c7 black pawn · f7 black pawn · g7 black pawn · h7 black pawn · d5 black pawn · d4 black pawn · e4 white pawn · c3 white pawn · a2 white pawn · b2 white pawn · f2 white pawn · g2 white pawn · h2 white pawn · a1 white rook · b1 white knight · c1 white bishop · d1 white queen · e1 white king · f1 white bishop · g1 white knight · h1 white rook | a8 black rook · b8 black knight · c8 black bishop · d8 black queen · e8 black king · f8 black bishop · g8 black knight · h8 black rook · a7 black pawn · b7 black pawn · c7 black pawn · f7 black pawn · g7 black pawn · h7 black pawn · d5 black pawn · d4 black pawn · e4 white pawn · c3 white pawn · a2 white pawn · b2 white pawn · f2 white pawn · g2 white pawn · h2 white pawn · a1 white rook · b1 white knight · c1 white bishop · d1 white queen · e1 white king · f1 white bishop · g1 white knight · h1 white rook | a8 black rook · b8 black knight · c8 black bishop · d8 black queen · e8 black king · f8 black bishop · g8 black knight · h8 black rook · a7 black pawn · b7 black pawn · c7 black pawn · f7 black pawn · g7 black pawn · h7 black pawn · d5 black pawn · d4 black pawn · e4 white pawn · c3 white pawn · a2 white pawn · b2 white pawn · f2 white pawn · g2 white pawn · h2 white pawn · a1 white rook · b1 white knight · c1 white bishop · d1 white queen · e1 white king · f1 white bishop · g1 white knight · h1 white rook | a8 black rook · b8 black knight · c8 black bishop · d8 black queen · e8 black king · f8 black bishop · g8 black knight · h8 black rook · a7 black pawn · b7 black pawn · c7 black pawn · f7 black pawn · g7 black pawn · h7 black pawn · d5 black pawn · d4 black pawn · e4 white pawn · c3 white pawn · a2 white pawn · b2 white pawn · f2 white pawn · g2 white pawn · h2 white pawn · a1 white rook · b1 white knight · c1 white bishop · d1 white queen · e1 white king · f1 white bishop · g1 white knight · h1 white rook | a8 black rook · b8 black knight · c8 black bishop · d8 black queen · e8 black king · f8 black bishop · g8 black knight · h8 black rook · a7 black pawn · b7 black pawn · c7 black pawn · f7 black pawn · g7 black pawn · h7 black pawn · d5 black pawn · d4 black pawn · e4 white pawn · c3 white pawn · a2 white pawn · b2 white pawn · f2 white pawn · g2 white pawn · h2 white pawn · a1 white rook · b1 white knight · c1 white bishop · d1 white queen · e1 white king · f1 white bishop · g1 white knight · h1 white rook | a8 black rook · b8 black knight · c8 black bishop · d8 black queen · e8 black king · f8 black bishop · g8 black knight · h8 black rook · a7 black pawn · b7 black pawn · c7 black pawn · f7 black pawn · g7 black pawn · h7 black pawn · d5 black pawn · d4 black pawn · e4 white pawn · c3 white pawn · a2 white pawn · b2 white pawn · f2 white pawn · g2 white pawn · h2 white pawn · a1 white rook · b1 white knight · c1 white bishop · d1 white queen · e1 white king · f1 white bishop · g1 white knight · h1 white rook | a8 black rook · b8 black knight · c8 black bishop · d8 black queen · e8 black king · f8 black bishop · g8 black knight · h8 black rook · a7 black pawn · b7 black pawn · c7 black pawn · f7 black pawn · g7 black pawn · h7 black pawn · d5 black pawn · d4 black pawn · e4 white pawn · c3 white pawn · a2 white pawn · b2 white pawn · f2 white pawn · g2 white pawn · h2 white pawn · a1 white rook · b1 white knight · c1 white bishop · d1 white queen · e1 white king · f1 white bishop · g1 white knight · h1 white rook | a8 black rook · b8 black knight · c8 black bishop · d8 black queen · e8 black king · f8 black bishop · g8 black knight · h8 black rook · a7 black pawn · b7 black pawn · c7 black pawn · f7 black pawn · g7 black pawn · h7 black pawn · d5 black pawn · d4 black pawn · e4 white pawn · c3 white pawn · a2 white pawn · b2 white pawn · f2 white pawn · g2 white pawn · h2 white pawn · a1 white rook · b1 white knight · c1 white bishop · d1 white queen · e1 white king · f1 white bishop · g1 white knight · h1 white rook | 5 |
| 4 | a8 black rook · b8 black knight · c8 black bishop · d8 black queen · e8 black king · f8 black bishop · g8 black knight · h8 black rook · a7 black pawn · b7 black pawn · c7 black pawn · f7 black pawn · g7 black pawn · h7 black pawn · d5 black pawn · d4 black pawn · e4 white pawn · c3 white pawn · a2 white pawn · b2 white pawn · f2 white pawn · g2 white pawn · h2 white pawn · a1 white rook · b1 white knight · c1 white bishop · d1 white queen · e1 white king · f1 white bishop · g1 white knight · h1 white rook | a8 black rook · b8 black knight · c8 black bishop · d8 black queen · e8 black king · f8 black bishop · g8 black knight · h8 black rook · a7 black pawn · b7 black pawn · c7 black pawn · f7 black pawn · g7 black pawn · h7 black pawn · d5 black pawn · d4 black pawn · e4 white pawn · c3 white pawn · a2 white pawn · b2 white pawn · f2 white pawn · g2 white pawn · h2 white pawn · a1 white rook · b1 white knight · c1 white bishop · d1 white queen · e1 white king · f1 white bishop · g1 white knight · h1 white rook | a8 black rook · b8 black knight · c8 black bishop · d8 black queen · e8 black king · f8 black bishop · g8 black knight · h8 black rook · a7 black pawn · b7 black pawn · c7 black pawn · f7 black pawn · g7 black pawn · h7 black pawn · d5 black pawn · d4 black pawn · e4 white pawn · c3 white pawn · a2 white pawn · b2 white pawn · f2 white pawn · g2 white pawn · h2 white pawn · a1 white rook · b1 white knight · c1 white bishop · d1 white queen · e1 white king · f1 white bishop · g1 white knight · h1 white rook | a8 black rook · b8 black knight · c8 black bishop · d8 black queen · e8 black king · f8 black bishop · g8 black knight · h8 black rook · a7 black pawn · b7 black pawn · c7 black pawn · f7 black pawn · g7 black pawn · h7 black pawn · d5 black pawn · d4 black pawn · e4 white pawn · c3 white pawn · a2 white pawn · b2 white pawn · f2 white pawn · g2 white pawn · h2 white pawn · a1 white rook · b1 white knight · c1 white bishop · d1 white queen · e1 white king · f1 white bishop · g1 white knight · h1 white rook | a8 black rook · b8 black knight · c8 black bishop · d8 black queen · e8 black king · f8 black bishop · g8 black knight · h8 black rook · a7 black pawn · b7 black pawn · c7 black pawn · f7 black pawn · g7 black pawn · h7 black pawn · d5 black pawn · d4 black pawn · e4 white pawn · c3 white pawn · a2 white pawn · b2 white pawn · f2 white pawn · g2 white pawn · h2 white pawn · a1 white rook · b1 white knight · c1 white bishop · d1 white queen · e1 white king · f1 white bishop · g1 white knight · h1 white rook | a8 black rook · b8 black knight · c8 black bishop · d8 black queen · e8 black king · f8 black bishop · g8 black knight · h8 black rook · a7 black pawn · b7 black pawn · c7 black pawn · f7 black pawn · g7 black pawn · h7 black pawn · d5 black pawn · d4 black pawn · e4 white pawn · c3 white pawn · a2 white pawn · b2 white pawn · f2 white pawn · g2 white pawn · h2 white pawn · a1 white rook · b1 white knight · c1 white bishop · d1 white queen · e1 white king · f1 white bishop · g1 white knight · h1 white rook | a8 black rook · b8 black knight · c8 black bishop · d8 black queen · e8 black king · f8 black bishop · g8 black knight · h8 black rook · a7 black pawn · b7 black pawn · c7 black pawn · f7 black pawn · g7 black pawn · h7 black pawn · d5 black pawn · d4 black pawn · e4 white pawn · c3 white pawn · a2 white pawn · b2 white pawn · f2 white pawn · g2 white pawn · h2 white pawn · a1 white rook · b1 white knight · c1 white bishop · d1 white queen · e1 white king · f1 white bishop · g1 white knight · h1 white rook | a8 black rook · b8 black knight · c8 black bishop · d8 black queen · e8 black king · f8 black bishop · g8 black knight · h8 black rook · a7 black pawn · b7 black pawn · c7 black pawn · f7 black pawn · g7 black pawn · h7 black pawn · d5 black pawn · d4 black pawn · e4 white pawn · c3 white pawn · a2 white pawn · b2 white pawn · f2 white pawn · g2 white pawn · h2 white pawn · a1 white rook · b1 white knight · c1 white bishop · d1 white queen · e1 white king · f1 white bishop · g1 white knight · h1 white rook | 4 |
| 3 | a8 black rook · b8 black knight · c8 black bishop · d8 black queen · e8 black king · f8 black bishop · g8 black knight · h8 black rook · a7 black pawn · b7 black pawn · c7 black pawn · f7 black pawn · g7 black pawn · h7 black pawn · d5 black pawn · d4 black pawn · e4 white pawn · c3 white pawn · a2 white pawn · b2 white pawn · f2 white pawn · g2 white pawn · h2 white pawn · a1 white rook · b1 white knight · c1 white bishop · d1 white queen · e1 white king · f1 white bishop · g1 white knight · h1 white rook | a8 black rook · b8 black knight · c8 black bishop · d8 black queen · e8 black king · f8 black bishop · g8 black knight · h8 black rook · a7 black pawn · b7 black pawn · c7 black pawn · f7 black pawn · g7 black pawn · h7 black pawn · d5 black pawn · d4 black pawn · e4 white pawn · c3 white pawn · a2 white pawn · b2 white pawn · f2 white pawn · g2 white pawn · h2 white pawn · a1 white rook · b1 white knight · c1 white bishop · d1 white queen · e1 white king · f1 white bishop · g1 white knight · h1 white rook | a8 black rook · b8 black knight · c8 black bishop · d8 black queen · e8 black king · f8 black bishop · g8 black knight · h8 black rook · a7 black pawn · b7 black pawn · c7 black pawn · f7 black pawn · g7 black pawn · h7 black pawn · d5 black pawn · d4 black pawn · e4 white pawn · c3 white pawn · a2 white pawn · b2 white pawn · f2 white pawn · g2 white pawn · h2 white pawn · a1 white rook · b1 white knight · c1 white bishop · d1 white queen · e1 white king · f1 white bishop · g1 white knight · h1 white rook | a8 black rook · b8 black knight · c8 black bishop · d8 black queen · e8 black king · f8 black bishop · g8 black knight · h8 black rook · a7 black pawn · b7 black pawn · c7 black pawn · f7 black pawn · g7 black pawn · h7 black pawn · d5 black pawn · d4 black pawn · e4 white pawn · c3 white pawn · a2 white pawn · b2 white pawn · f2 white pawn · g2 white pawn · h2 white pawn · a1 white rook · b1 white knight · c1 white bishop · d1 white queen · e1 white king · f1 white bishop · g1 white knight · h1 white rook | a8 black rook · b8 black knight · c8 black bishop · d8 black queen · e8 black king · f8 black bishop · g8 black knight · h8 black rook · a7 black pawn · b7 black pawn · c7 black pawn · f7 black pawn · g7 black pawn · h7 black pawn · d5 black pawn · d4 black pawn · e4 white pawn · c3 white pawn · a2 white pawn · b2 white pawn · f2 white pawn · g2 white pawn · h2 white pawn · a1 white rook · b1 white knight · c1 white bishop · d1 white queen · e1 white king · f1 white bishop · g1 white knight · h1 white rook | a8 black rook · b8 black knight · c8 black bishop · d8 black queen · e8 black king · f8 black bishop · g8 black knight · h8 black rook · a7 black pawn · b7 black pawn · c7 black pawn · f7 black pawn · g7 black pawn · h7 black pawn · d5 black pawn · d4 black pawn · e4 white pawn · c3 white pawn · a2 white pawn · b2 white pawn · f2 white pawn · g2 white pawn · h2 white pawn · a1 white rook · b1 white knight · c1 white bishop · d1 white queen · e1 white king · f1 white bishop · g1 white knight · h1 white rook | a8 black rook · b8 black knight · c8 black bishop · d8 black queen · e8 black king · f8 black bishop · g8 black knight · h8 black rook · a7 black pawn · b7 black pawn · c7 black pawn · f7 black pawn · g7 black pawn · h7 black pawn · d5 black pawn · d4 black pawn · e4 white pawn · c3 white pawn · a2 white pawn · b2 white pawn · f2 white pawn · g2 white pawn · h2 white pawn · a1 white rook · b1 white knight · c1 white bishop · d1 white queen · e1 white king · f1 white bishop · g1 white knight · h1 white rook | a8 black rook · b8 black knight · c8 black bishop · d8 black queen · e8 black king · f8 black bishop · g8 black knight · h8 black rook · a7 black pawn · b7 black pawn · c7 black pawn · f7 black pawn · g7 black pawn · h7 black pawn · d5 black pawn · d4 black pawn · e4 white pawn · c3 white pawn · a2 white pawn · b2 white pawn · f2 white pawn · g2 white pawn · h2 white pawn · a1 white rook · b1 white knight · c1 white bishop · d1 white queen · e1 white king · f1 white bishop · g1 white knight · h1 white rook | 3 |
| 2 | a8 black rook · b8 black knight · c8 black bishop · d8 black queen · e8 black king · f8 black bishop · g8 black knight · h8 black rook · a7 black pawn · b7 black pawn · c7 black pawn · f7 black pawn · g7 black pawn · h7 black pawn · d5 black pawn · d4 black pawn · e4 white pawn · c3 white pawn · a2 white pawn · b2 white pawn · f2 white pawn · g2 white pawn · h2 white pawn · a1 white rook · b1 white knight · c1 white bishop · d1 white queen · e1 white king · f1 white bishop · g1 white knight · h1 white rook | a8 black rook · b8 black knight · c8 black bishop · d8 black queen · e8 black king · f8 black bishop · g8 black knight · h8 black rook · a7 black pawn · b7 black pawn · c7 black pawn · f7 black pawn · g7 black pawn · h7 black pawn · d5 black pawn · d4 black pawn · e4 white pawn · c3 white pawn · a2 white pawn · b2 white pawn · f2 white pawn · g2 white pawn · h2 white pawn · a1 white rook · b1 white knight · c1 white bishop · d1 white queen · e1 white king · f1 white bishop · g1 white knight · h1 white rook | a8 black rook · b8 black knight · c8 black bishop · d8 black queen · e8 black king · f8 black bishop · g8 black knight · h8 black rook · a7 black pawn · b7 black pawn · c7 black pawn · f7 black pawn · g7 black pawn · h7 black pawn · d5 black pawn · d4 black pawn · e4 white pawn · c3 white pawn · a2 white pawn · b2 white pawn · f2 white pawn · g2 white pawn · h2 white pawn · a1 white rook · b1 white knight · c1 white bishop · d1 white queen · e1 white king · f1 white bishop · g1 white knight · h1 white rook | a8 black rook · b8 black knight · c8 black bishop · d8 black queen · e8 black king · f8 black bishop · g8 black knight · h8 black rook · a7 black pawn · b7 black pawn · c7 black pawn · f7 black pawn · g7 black pawn · h7 black pawn · d5 black pawn · d4 black pawn · e4 white pawn · c3 white pawn · a2 white pawn · b2 white pawn · f2 white pawn · g2 white pawn · h2 white pawn · a1 white rook · b1 white knight · c1 white bishop · d1 white queen · e1 white king · f1 white bishop · g1 white knight · h1 white rook | a8 black rook · b8 black knight · c8 black bishop · d8 black queen · e8 black king · f8 black bishop · g8 black knight · h8 black rook · a7 black pawn · b7 black pawn · c7 black pawn · f7 black pawn · g7 black pawn · h7 black pawn · d5 black pawn · d4 black pawn · e4 white pawn · c3 white pawn · a2 white pawn · b2 white pawn · f2 white pawn · g2 white pawn · h2 white pawn · a1 white rook · b1 white knight · c1 white bishop · d1 white queen · e1 white king · f1 white bishop · g1 white knight · h1 white rook | a8 black rook · b8 black knight · c8 black bishop · d8 black queen · e8 black king · f8 black bishop · g8 black knight · h8 black rook · a7 black pawn · b7 black pawn · c7 black pawn · f7 black pawn · g7 black pawn · h7 black pawn · d5 black pawn · d4 black pawn · e4 white pawn · c3 white pawn · a2 white pawn · b2 white pawn · f2 white pawn · g2 white pawn · h2 white pawn · a1 white rook · b1 white knight · c1 white bishop · d1 white queen · e1 white king · f1 white bishop · g1 white knight · h1 white rook | a8 black rook · b8 black knight · c8 black bishop · d8 black queen · e8 black king · f8 black bishop · g8 black knight · h8 black rook · a7 black pawn · b7 black pawn · c7 black pawn · f7 black pawn · g7 black pawn · h7 black pawn · d5 black pawn · d4 black pawn · e4 white pawn · c3 white pawn · a2 white pawn · b2 white pawn · f2 white pawn · g2 white pawn · h2 white pawn · a1 white rook · b1 white knight · c1 white bishop · d1 white queen · e1 white king · f1 white bishop · g1 white knight · h1 white rook | a8 black rook · b8 black knight · c8 black bishop · d8 black queen · e8 black king · f8 black bishop · g8 black knight · h8 black rook · a7 black pawn · b7 black pawn · c7 black pawn · f7 black pawn · g7 black pawn · h7 black pawn · d5 black pawn · d4 black pawn · e4 white pawn · c3 white pawn · a2 white pawn · b2 white pawn · f2 white pawn · g2 white pawn · h2 white pawn · a1 white rook · b1 white knight · c1 white bishop · d1 white queen · e1 white king · f1 white bishop · g1 white knight · h1 white rook | 2 |
| 1 | a8 black rook · b8 black knight · c8 black bishop · d8 black queen · e8 black king · f8 black bishop · g8 black knight · h8 black rook · a7 black pawn · b7 black pawn · c7 black pawn · f7 black pawn · g7 black pawn · h7 black pawn · d5 black pawn · d4 black pawn · e4 white pawn · c3 white pawn · a2 white pawn · b2 white pawn · f2 white pawn · g2 white pawn · h2 white pawn · a1 white rook · b1 white knight · c1 white bishop · d1 white queen · e1 white king · f1 white bishop · g1 white knight · h1 white rook | a8 black rook · b8 black knight · c8 black bishop · d8 black queen · e8 black king · f8 black bishop · g8 black knight · h8 black rook · a7 black pawn · b7 black pawn · c7 black pawn · f7 black pawn · g7 black pawn · h7 black pawn · d5 black pawn · d4 black pawn · e4 white pawn · c3 white pawn · a2 white pawn · b2 white pawn · f2 white pawn · g2 white pawn · h2 white pawn · a1 white rook · b1 white knight · c1 white bishop · d1 white queen · e1 white king · f1 white bishop · g1 white knight · h1 white rook | a8 black rook · b8 black knight · c8 black bishop · d8 black queen · e8 black king · f8 black bishop · g8 black knight · h8 black rook · a7 black pawn · b7 black pawn · c7 black pawn · f7 black pawn · g7 black pawn · h7 black pawn · d5 black pawn · d4 black pawn · e4 white pawn · c3 white pawn · a2 white pawn · b2 white pawn · f2 white pawn · g2 white pawn · h2 white pawn · a1 white rook · b1 white knight · c1 white bishop · d1 white queen · e1 white king · f1 white bishop · g1 white knight · h1 white rook | a8 black rook · b8 black knight · c8 black bishop · d8 black queen · e8 black king · f8 black bishop · g8 black knight · h8 black rook · a7 black pawn · b7 black pawn · c7 black pawn · f7 black pawn · g7 black pawn · h7 black pawn · d5 black pawn · d4 black pawn · e4 white pawn · c3 white pawn · a2 white pawn · b2 white pawn · f2 white pawn · g2 white pawn · h2 white pawn · a1 white rook · b1 white knight · c1 white bishop · d1 white queen · e1 white king · f1 white bishop · g1 white knight · h1 white rook | a8 black rook · b8 black knight · c8 black bishop · d8 black queen · e8 black king · f8 black bishop · g8 black knight · h8 black rook · a7 black pawn · b7 black pawn · c7 black pawn · f7 black pawn · g7 black pawn · h7 black pawn · d5 black pawn · d4 black pawn · e4 white pawn · c3 white pawn · a2 white pawn · b2 white pawn · f2 white pawn · g2 white pawn · h2 white pawn · a1 white rook · b1 white knight · c1 white bishop · d1 white queen · e1 white king · f1 white bishop · g1 white knight · h1 white rook | a8 black rook · b8 black knight · c8 black bishop · d8 black queen · e8 black king · f8 black bishop · g8 black knight · h8 black rook · a7 black pawn · b7 black pawn · c7 black pawn · f7 black pawn · g7 black pawn · h7 black pawn · d5 black pawn · d4 black pawn · e4 white pawn · c3 white pawn · a2 white pawn · b2 white pawn · f2 white pawn · g2 white pawn · h2 white pawn · a1 white rook · b1 white knight · c1 white bishop · d1 white queen · e1 white king · f1 white bishop · g1 white knight · h1 white rook | a8 black rook · b8 black knight · c8 black bishop · d8 black queen · e8 black king · f8 black bishop · g8 black knight · h8 black rook · a7 black pawn · b7 black pawn · c7 black pawn · f7 black pawn · g7 black pawn · h7 black pawn · d5 black pawn · d4 black pawn · e4 white pawn · c3 white pawn · a2 white pawn · b2 white pawn · f2 white pawn · g2 white pawn · h2 white pawn · a1 white rook · b1 white knight · c1 white bishop · d1 white queen · e1 white king · f1 white bishop · g1 white knight · h1 white rook | a8 black rook · b8 black knight · c8 black bishop · d8 black queen · e8 black king · f8 black bishop · g8 black knight · h8 black rook · a7 black pawn · b7 black pawn · c7 black pawn · f7 black pawn · g7 black pawn · h7 black pawn · d5 black pawn · d4 black pawn · e4 white pawn · c3 white pawn · a2 white pawn · b2 white pawn · f2 white pawn · g2 white pawn · h2 white pawn · a1 white rook · b1 white knight · c1 white bishop · d1 white queen · e1 white king · f1 white bishop · g1 white knight · h1 white rook | 1 |
|   | a | b | c | d | e | f | g | h |   |